# Voo Air France 447
Voo Air France 447 era a identificação da rota aérea regular de longo curso operada pela companhia francesa Air France entre Rio de Janeiro e Paris. Tornou-se conhecido pelo acidente aéreo ocorrido durante o voo da noite de 31 de maio para 1 de junho de 2009, efetuado pelo Airbus A330-203, quando a aeronave caiu no Oceano Atlântico devido a indicações errôneas de velocidade e falhas de comunicação entre os pilotos. A aeronave estava com 228 pessoas a bordo (216 passageiros e 12 tripulantes). O avião, de matrícula F-GZCP, partiu do Aeroporto Internacional do Rio de Janeiro-Galeão a 31 de maio de 2009, às 19h29min locais (22h29 UTC),1.1 e deveria chegar ao Aeroporto de Paris-Charles de Gaulle 10h34min depois.
O último contato humano com a tripulação foram mensagens de rotina enviadas aos controladores de terra brasileiros 3 horas e 06 minutos após o início do voo, pág 1/5 quando o avião se aproximava do limite de vigilância dos radares brasileiros, cruzando o Oceano Atlântico en route, seguindo para a costa senegalesa, na África Ocidental, onde voltaria a ser coberto por radares. Quarenta minutos mais tarde, uma série de mensagens automáticas emitidas pelo ACARS (Aircraft Communications Addressing and Reporting System ou Sistema Dirigido de Comunicação e Informação da Aeronave) foram enviadas pelo avião, indicando problemas elétricos e de perda da pressurização da cabine da aeronave, sem que houvesse outras indicações de problemas.
Por não se confirmar a esperada aparição da aeronave nos radares senegaleses e não ter sido possível o contato com o controle de tráfego aéreo de ambos os lados do Oceano Atlântico, teve início uma busca pelo avião. Posteriormente, o Ministro dos Transportes da França, Jean-Louis Borloo, admitiu que "a situação era alarmante" e que a aeronave poderia ser dada como desaparecida já que, pelo tempo decorrido, teria esgotado suas reservas de combustível. Em 2 de junho foram reportadas observações aéreas e marítimas de destroços no oceano, perto da última localização conhecida do aparelho. À medida que as buscas continuaram, a França enviou o navio de pesquisa Pourquoi Pas?, equipado com dois mini-submarinos capazes de realizar buscas a uma profundidade de 4 700 m. O Brasil enviou cinco navios para o local, dentre os quais um navio-tanque para prolongar as buscas na área. O porta-voz da marinha brasileira afirmou que a existência de destroços poderia ser um indício de haver sobreviventes.
Na tarde de 2 de junho o ministro da defesa do Brasil, Nelson Jobim, confirmou a queda do avião no Oceano Atlântico, na área onde foram avistados os destroços. Na noite do mesmo dia, o presidente brasileiro em exercício, José Alencar, tendo em vista a localização do acidente em alto-mar, decretou luto nacional por três dias, em memória às vítimas da tragédia. A 3 de junho o Estado Maior do Exército francês confirmou que os destroços encontrados pertenciam ao Airbus desaparecido. Em 3 de abril de 2011, a agência do governo francês para investigações de acidentes aeronáuticos (BEA) anunciou que, após novas buscas no oceano, localizou e que iria recolher diversos destroços. Também foi anunciado que corpos foram vistos entre os destroços. A investigação inicial do acidente foi prejudicada tanto pela falta de testemunhas e rastreamento de radares, como pela falta das caixas pretas, localizadas dois anos após o acidente, em maio de 2011.

## Acidente
No dia 31 de maio de 2009, às 19h29min1.1 (horário de Brasília), o voo Air France AF 447 deixou o Terminal 1 do Aeroporto Internacional do Rio de Janeiro/Galeão - Antonio Carlos Jobim, e decolou com destino ao Aeroporto Internacional de Paris-Charles de Gaulle, em Paris. Estavam no voo, além de 12 tripulantes, 216 passageiros, incluindo um bebê e sete crianças. Dos passageiros adultos, 82 eram mulheres e 126 homens. Com duração de 10h34min, o voo deveria pousar em Paris às 11h03min locais — 6h03min no horário de Brasília (9h03 UTC).
O último contato verbal foi à 1h33min UTC de 1 de junho, segunda-feira, ao aproximar-se do waypoint INTOL (1° 21′ 39″ S, 32° 49′ 53″ O), a 565 km da cidade de Natal. A tripulação informou que esperava entrar em 50 minutos no espaço aéreo controlado pelo Senegal, no waypoint TASIL (4° 00′ 18″ N, 29° 59′ 24″ O), e que o avião voava normalmente a uma altitude de 10 670 m (35 000 pés) e a uma velocidade de 840 km/h.1.1 pág.13 
O avião deixou a área de cobertura do Centro de Controle Aéreo (ACC) Atlântico à 1h48min UTC. O desaparecimento se deu após a saída da zona de cobertura pelo radar brasileiro e alguns minutos antes da entrada no espaço aéreo senegalês, sob controle do ACC Dakar, o que deveria ter ocorrido às 2h20min GMT. O último contato com o avião foi quatro horas após a partida, às 2h14min UTC, a cerca de 100 km do waypoint TASIL e a cerca de 1228 km de Natal, quando cerca de dez mensagens automáticas ACARS indicaram falhas em vários sistemas elétricos e um possível problema de pressurização,. A troca de mensagens automática durou cerca de quatro minutos.
Na altura o avião atravessava uma área com formações meteorológicas pesadas.
Quando isto ocorreu, a localização provável do avião era a cerca de 100km do waypoint TASIL, assumindo que o voo decorria conforme planejado. Fontes da Air France anunciaram que as mensagens de falhas nos sistemas começaram a chegar às 2h10min UTC, indicando que o piloto automático tinha sido desativado. Entre as 2h11min UTC e as 2h13min UTC chegaram várias mensagens referentes a falhas na Air Data Inertial Reference Unit (ADIRU) (fornecendo informação de posição e navegação) e no Integrated Standby Instrument System (ISIS) (um sistema secundário que fornece altitude, velocidade, Mach, altitude e velocidade vertical), e às 2h13min UTC foram indicadas falhas no Flight Control Primary Computer (PRIM 1) e no Spoiler Elevator Control (SEC 1), e às 2h14min UTC chegou a última mensagem, um aviso sobre a velocidade vertical de cabine, o que significa que o ar externo penetrou na aeronave, o que pode indicar despressurização ou mesmo que, a essa altura, o A330 já estivesse em queda na localização 3° 34′ 40″ N, 30° 22′ 28″ O.
O voo deveria chegar a Paris às 11h10min CEST, 9h10min UTC.
No dia 2 de junho foi confirmada pelo ministro da defesa brasileiro Nelson Jobim a queda do aparelho, numa área próxima ao arquipélago de São Pedro e São Paulo, cerca de 270 km a sul/sudeste da última localização conhecida da aeronave.

### As 24 mensagens ACARS
| Tempo | Código                          | Interpretação |
| 22:45 | FAILURE LAV CONF                | Avaria WC |
| 02:10 | WARNING AUTO FLT AP OFF         | Desligar o piloto |
| 02:10 | WARNING AUTO FLT                | Desconhecido |
| 02:10 | WARNING F/CTL ALTN LAW          | As Fly-by-wire alterações do normal ( acto normal ) em estado de emergência ( Lei Alternativa ), impossibilitando muitos sistemas de segurança para o vôo      |
| 02:10 | WARNING FLAG ON CAPT PFD        | Painel do condutor é enviado para o alerta de velocidade errado                                                                                                |
| 02:10 | WARNING FLAG ON F/O PFD         | O painel de co-piloto é enviado para o alerta de velocidade errada                                                                                             |
| 02:10 | WARNING AUTO FLT A/THR OFF      | O interruptor de controlo do motor no modo manual |
| 02:10 | WARNING NAV TCAS FAULT          | O sistema anti-colisão ( TCAS ) é um erro e está desativada |
| 02:10 | WARNING FLAG ON CAPT PFD        | Painel do condutor é enviado para o alerta de velocidade errado                                                                                                |
| 02:10 | WARNING FLAG ON F/O PFD         | O painel de co-piloto é enviado para o alerta de velocidade errada                                                                                             |
| 02:10 | WARNING F/CTL RUD TRV LIM FAULT | A mensagem indica que exceda a carga máxima do leme |
| 02:10 | WARNING MAINTENANCE STATUS      | Desconhecido |
| 02:10 | WARNING MAINTENANCE STATUS      | Desconhecido |
| 02:10 | FAILURE EFCS2 1                 | Outros tópicos de Controle de Vôo Eletrônico |
| 02:10 | FAILURE EFCS1 X2                | Outros tópicos de Controle de Vôo Eletrônico |
| 02:11 | WARNING FLAG ON CAPT PFD        | Painel do condutor é enviado para o alerta de velocidade errado                                                                                                |
| 02:11 | WARNING FLAG ON F/O PFD         | O painel de co-piloto é enviado para o alerta de velocidade errada                                                                                             |
| 02:12 | WARNING NAV ADR DISAGREE        | Análise independente dos sistemas de vôo (altitude, velocidade, etc.) Dados calculados são contraditórias e não um "ponto de acordo"                           |
| 02:12 | FAILURE ISIS 1                  | Problemas de "horizonte artificial |
| 02:12 | FAILURE IR2 1,EFCS1X,IR1,IR3    | Outros problemas para a análise dos sistemas de vôo (IR1, IR3) e Fly-by-wire                                                                                   |
| 02:13 | WARNING F/CTL PRIM 1 FAULT      | As principais falhas no computador e desligado (provavelmente por causa dos erros de análise de vôo)                                                           |
| 02:13 | WARNING F/CTL SEC 1 FAULT       | As secundárias computador trava e desliga (provavelmente por causa dos erros de análise de vôo)                                                                |
| 02:14 | WARNING MAINTENANCE STATUS      | Desconhecido |
| 02:14 | FAILURE AFS                     | O temporizador de voo ( sistema de vôo automático ) está desativada                                                                                            |
| 02:14 | WARNING ADVISORY                | Esta mensagem pode indicar uma queda muito rápida ou despressurização do avião, embora seja possível que a mensagem é distorcida pelos erros da instrumentação |

## Buscas iniciais

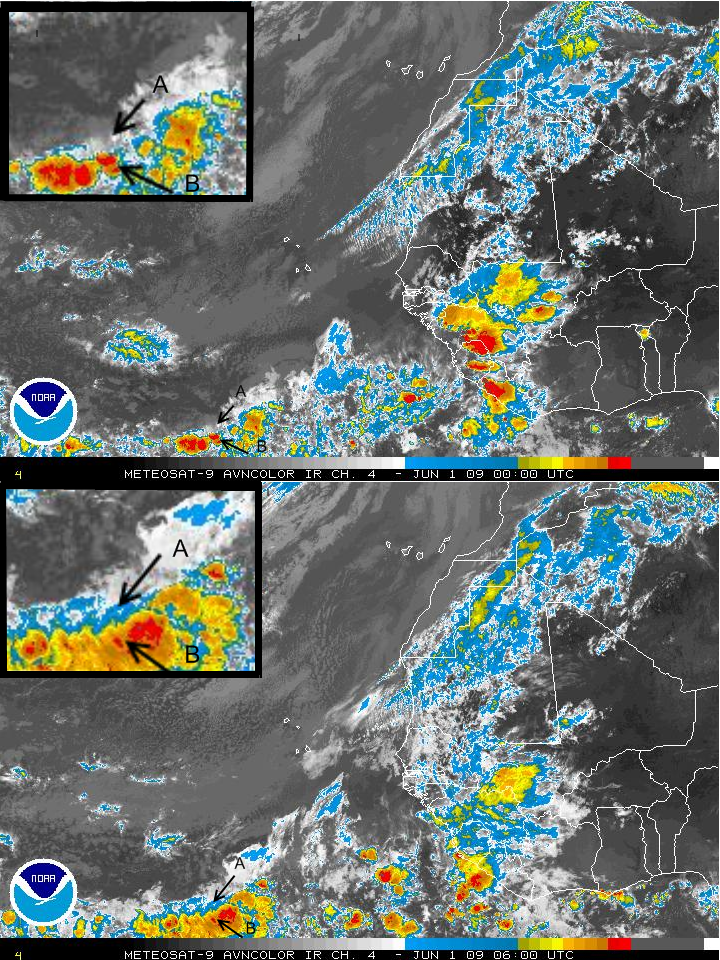
Imagens de satélite captadas às 00h e às 06h UTC do dia 1 de junho de 2009, revelando a alta concentração de nuvens perto do arquipélago de São Pedro e São Paulo, na Zona de Convergência Intertropical. "A" representa a última posição conhecida do avião, e "B" o local onde foram encontrados os destroços.

Os controladores de tráfego aéreo brasileiros contactaram o controle de tráfego aéreo em Dakar às 2h20 UTC, depois de verificarem que a aeronave não tinha feito o contato obrigatório, via rádio, para assinalar a sua entrada no espaço aéreo senegalês, acima da Zona de Convergência Intertropical. A Força Aérea Brasileira deu início a uma operação de busca e resgate a partir do arquipélago brasileiro de Fernando de Noronha, destacando cinco aviões para as buscas num trecho delimitado pelo litoral das cidades do Recife, Natal e o arquipélago de Fernando de Noronha. Aviões de reconhecimento franceses foram também destacados para o local, incluindo um de Dakar. As bases de apoio às buscas foram instaladas na Base Aérea de Natal, e no Aeroporto de Fernando de Noronha, com as buscas coordenadas a partir do Cindacta 3, na cidade do Recife. O assessor de imprensa da Aeronáutica, coronel Henry Munhoz, disse à TV brasileira que o radar de Cabo Verde não havia captado o sinal do avião sobre o Oceano Atlântico. A Marinha Brasileira deslocou também três embarcações, sendo o navio-patrulha Grajaú, a fragata Constituição e a corveta Caboclo para auxílio nas buscas. No fim da manhã, o voo AF447 foi retirado da lista de voos do site dos aeroportos de Paris.
O diretor executivo da Air France, Pierre-Henri Gourgeon, disse numa conferência de imprensa: "Estamos provavelmente em presença de uma catástrofe aérea." Um porta voz da Air France informou que às 02h14 a aeronave enviou uma mensagem relatando um curto-circuito, depois de passar por uma área de tempestade com fortes turbulências, embora esta seja uma rara causa de acidentes com aeronaves. Dois jatos da companhia aérea Lufthansa passaram por essa área, antes e depois da perda de contato com o AF 447, o que colocou em dúvida a hipótese de um raio ter sido a causa.
O ministro do ambiente francês Jean-Louis Borloo declarou que "nesta altura já terá ultrapassado o limite das suas reservas de querosene" e "Temos de vislumbrar agora o mais trágico dos cenários". Fontes do aeroporto Paris-Charles-De-Gaulle citadas pela revista francesa L'Express afirmaram que "não há esperança de que haja sobreviventes".

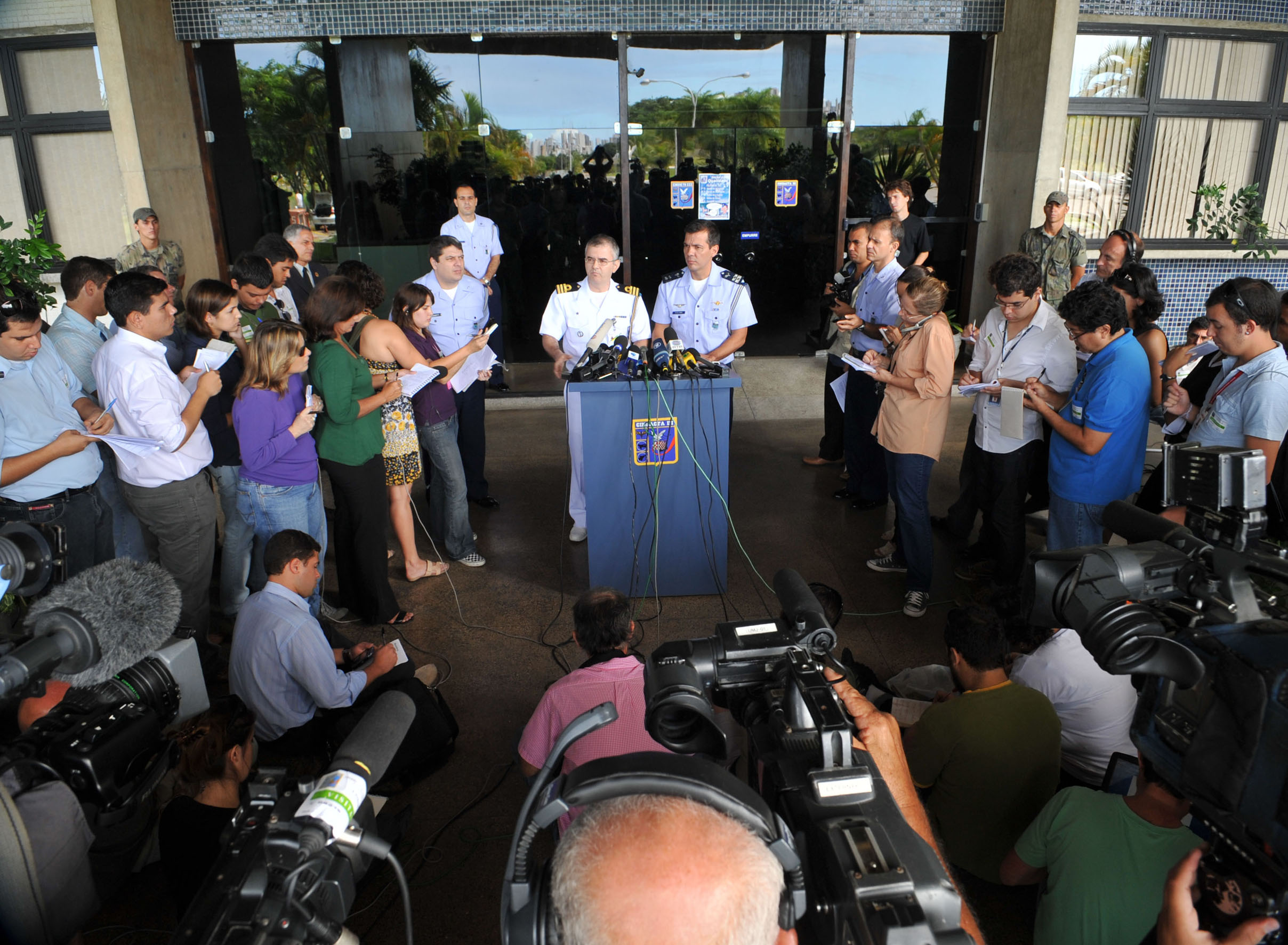
Coletiva de imprensa sobre informações do voo 447 com repórteres do mundo todo

O governo do Senegal comunicou na tarde de 1 de junho que teria localizado destroços que flutuavam nas suas águas territoriais, mas não confirmou se pertenciam ao avião desaparecido. A Aeronáutica informou que após o escurecer seria realizada uma busca eletrônica com vista a tentar captar a emissão de sinal do equipamento de emergência da aeronave (ELT - Emergency Locator Transmitter).
No início da noite de segunda-feira, o vice-chefe do Centro de Comunicação da Aeronáutica brasileira, Jorge Amaral, confirmou que um piloto de um voo comercial da empresa TAM Linhas Aéreas reportou ter visto "pontos laranjas" no meio do Oceano Atlântico, cerca de 30 minutos após o Airbus da Air France ter emitido um informe de pane elétrica, às 2h14 UTC de domingo. No entanto, uma busca efetuada por um navio francês na área assinalada pelo piloto não encontrou nada.

### Dia 2
Na noite de 1 para 2 de junho, um avião radar Embraer R-99B decolado às 22h35 de segunda-feira do arquipélago de Fernando de Noronha detectou por meio de sinais eletrônicos, a cerca de 1h da manhã, objetos metálicos e não metálicos. Na manhã de 2 de junho, uma aeronave C-130 avistou flutuando objetos detectados por radar no Oceano Atlântico que poderiam ser do Airbus. Na ocasião o radioamador André Sampaio, que auxiliava as comunicações da FAB por meio de sua estação PY0FF em Fernando de Noronha, captou as primeiras informações dos avistamentos pelo rádio em HF. O coronel Jorge Amaral confirmou que os objetos foram visualizados em dois pontos distintos, distantes 60 km entre si, a cerca de 650 km a noroeste da Ilha de Fernando de Noronha. Teriam sido vistos uma poltrona, uma boia laranja, um tambor, objetos brancos, além de uma mancha de óleo e querosene. Devido a estes destroços terem sido localizados, a Marinha do Brasil enviou o navio tanque Gastão Motta e a fragata Bosísio, totalizando cinco as embarcações deslocadas para o local. O navio-tanque permitiria que os outros navios ficassem na área durante um mês, se fosse necessário. Os navios eram equipados com médicos e mergulhadores, que poderiam chegar ao avião caso estivesse submerso perto da superfície. A previsão era que o primeiro navio da frota brasileira chegasse ao local por volta das 18h de quarta-feira, 3 de junho.

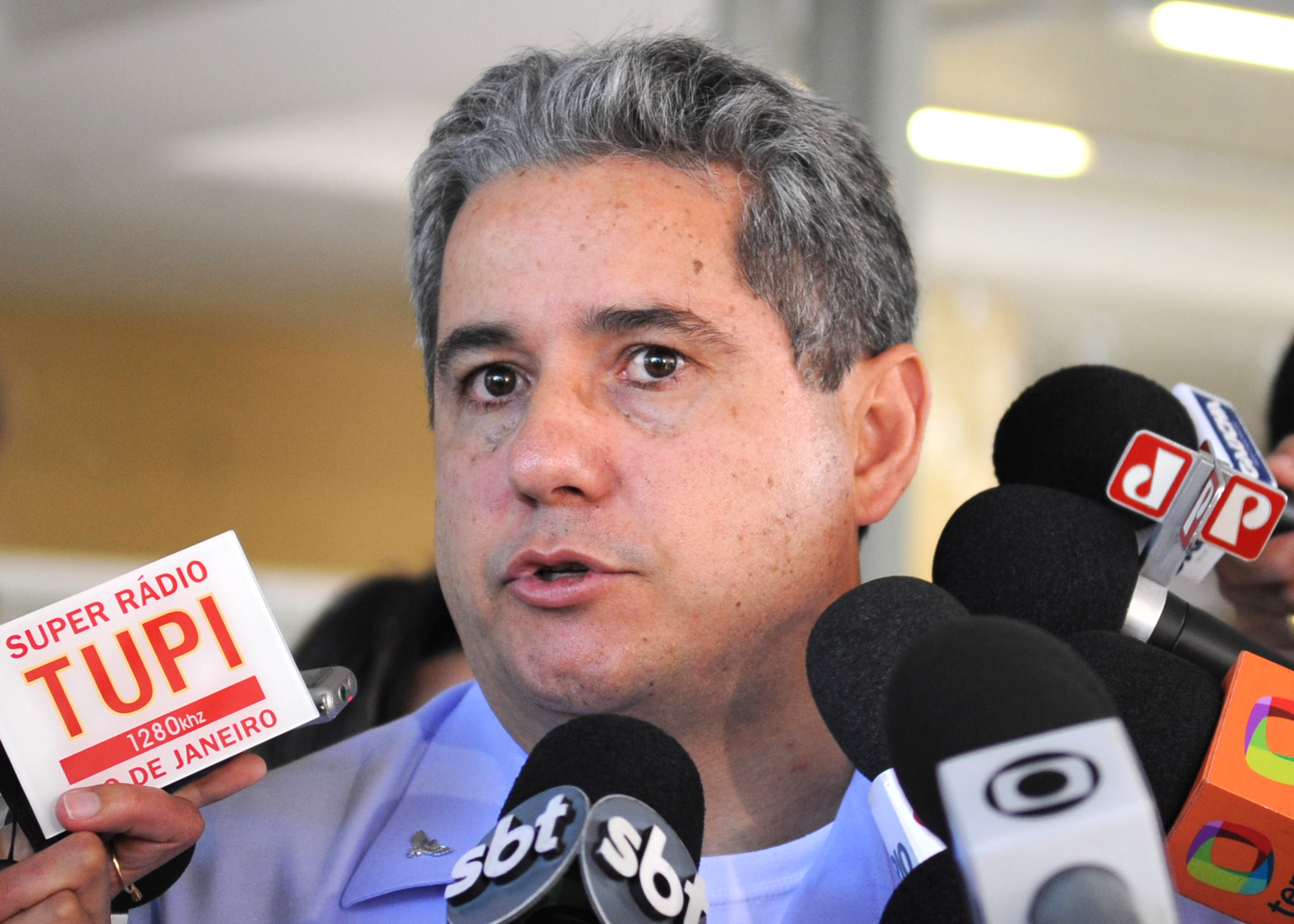
O coronel Jorge Amaral fala da investigação do voo AF 447.

Três navios mercantes, dois holandeses e um francês, que circulavam perto do arquipélago de São Pedro e São Paulo desviaram as suas rotas para auxiliar nas buscas no local onde foram avistados os destroços. O contra-almirante Domingos Sávio Almeida Nogueira, diretor do Centro de Comunicação Social da Marinha, afirmou que os destroços indicavam que poderia haver sobreviventes, uma vez que a temperatura da água estava alta na região, em torno de 28 a 30 graus. "Sempre há esperança", disse Domingos Sávio aos jornalistas.
Dois navios da Marinha Francesa, o Foudre e o Ventôse, estavam a caminho do local onde se suspeitava que o avião pudesse ter caído. Um E-3 Sentry da Força Aérea Francesa decolou às 17h00 CEST, juntando-se aos 2 aviões Atlantique 2 e a um Falcon 50 da Marinha. Entre os navios enviados ao local também estava o navio de pesquisa francês Pourquoi Pas?, equipado com dois mini-submarinos capazes de mergulhar a profundidades de até 6 000 metros. A área do Atlântico na qual o avião teria caído tem profundidades da ordem de 4 700 metros.
Na tarde de 2 de junho, o então ministro da Defesa brasileiro Nelson Jobim, confirmou que os destroços encontrados durante a madrugada no Oceano Atlântico eram do Airbus da Air France. Segundo o ministro, o avião Hércules da Força Aérea Brasileira identificou diversos materiais em uma faixa de 5 km, dentro da área brasileira em torno do arquipélago de São Pedro e São Paulo. Os objetos encontrados no mar seriam recolhidos e embarcados no navio Grajaú da Marinha brasileira, que levaria o material para Fernando de Noronha.

### Dia 3
Toda a operação de busca e resgate de destroços e possíveis sobreviventes do voo 447 era feita a partir do Cindacta 3, em Recife. Trinta militares revezavam-se dia e noite no trabalho de planejamento e execução de tarefas, na sala do Salvaero, órgão do Cindacta responsável pelos trabalhos de busca. O R-99B da FAB fez novo sobrevoo durante a noite de 2 para 3 de junho, na tentativa de localizar mais destroços e possíveis sobreviventes. O comandante do Cindacta 3 afirmou "Nós vamos continuar dando prosseguimento às buscas, uma vez que já temos alguns pontos de localização de objetos e destroços da aeronave. Estamos colocando esses posicionamentos em mapa e isso permitirá que a gente possa ter uma otimização dos trabalhos de busca". Foram encontrados vários objetos espalhados numa área circular de 5 km de raio; um objeto de 7 metros de diâmetro; dez objetos, sendo alguns metálicos; e uma mancha de óleo com extensão de 20 km.
Um avião militar dos Estados Unidos que estava no Brasil para apoio às buscas por destroços e possíveis sobreviventes partiu na sua primeira missão às 3h da madrugada de quarta-feira, 3 de junho. Com este avião, chegava a onze o número de aeronaves envolvidas nos trabalhos de busca. No dia 3 deveria chegar ainda um avião francês vindo de Dakar, no Senegal, para reforçar o grupo. Segundo os militares, o mais difícil da operação era o tamanho da área de busca.
Na madrugada de 3 de junho foram encontrados mais quatro pontos com objetos e materiais metálicos na região onde no dia anterior haviam sido encontradas partes do avião, a uma distância de 90 km da área anteriormente coberta pela Força Aérea Brasileira. Foram detectados vários objetos espalhados em uma área circular com raio de 5 quilômetros, entre eles uma peça de sete metros de diâmetro, ainda não identificada, que poderia ser, segundo o Comando da Aeronáutica, um pedaço da cauda ou lateral do aparelho. Foram ainda encontrados 10 objetos e uma mancha de óleo com extensão de 20 quilômetros, mas ainda não havia certeza de que pertencessem também ao avião acidentado. Até a noite de 3 de junho, uma área de cobertura equivalente a 176 984,37 km², o que corresponde a cerca de duas vezes o estado de Pernambuco, havia sido completada. O navio patrulha Grajaú e corveta Caboclo da Marinha do Brasil chegaram a área. As buscas prosseguiram durante a noite com as aeronaves brasileiras (três C-130 Hércules), um avião estadunidense (P-3 Orion) e um avião francês (Falcon 50).

### Dia 4

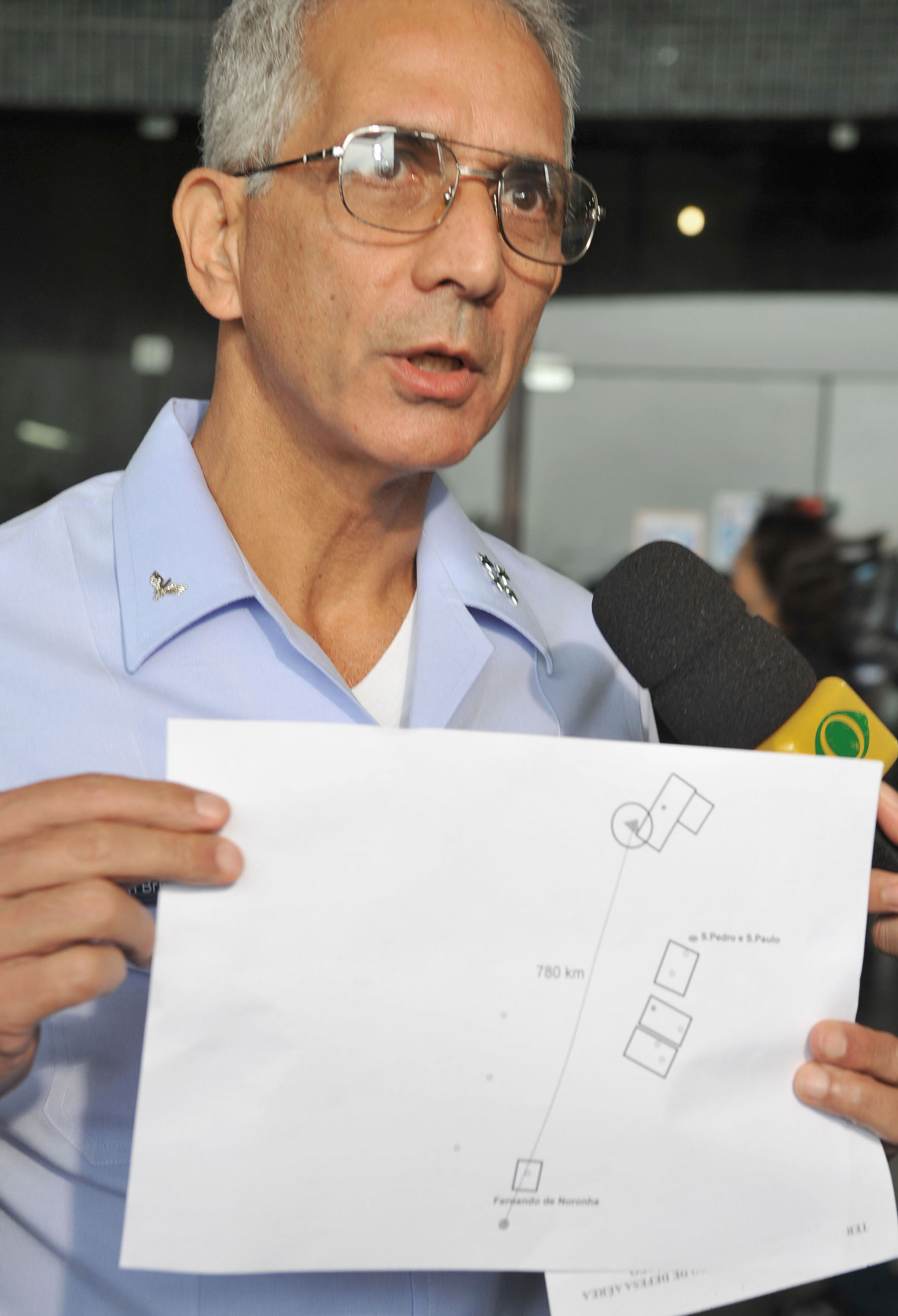
O brigadeiro Ramon Borges Cardoso fala sobre a operação em busca dos destroços do avião.

Em Recife, com a dificuldade de encontrar sobreviventes, a Força Aérea Brasileira (FAB) e o Comando da Marinha decidiram iniciar a coleta dos destroços localizados na área onde estavam concentradas as buscas. O avião militar R-99B, que rastreou a área provável em que o Airbus caiu, identificou novos pontos de destroços a sudoeste dos penedos de São Pedro e São Paulo. Durante a madrugada, mais cinco aviões, sendo um norte-americano e um francês, decolaram de Natal com destino aos locais onde os destroços foram localizados. Em dois pontos foi confirmada a presença de material que o brigadeiro acreditava ser da parte interna do Airbus. Com isso, a FAB e a Marinha decidiram enviar para os locais o navio patrulha Grajaú e a corveta Caboclo, que já estavam na região desde o dia anterior. Elas iriam recolher todo o material encontrado na superfície. Um helicóptero H-60 Black Hawk partiu às 8h de Fernando de Noronha (PE) para confirmar a presença de destroços avistados a cerca de 100 quilômetros a nordeste do arquipélago. A opção de enviar o helicóptero na missão de rastreamento foi pelo fato de ser pouco provável que o material rastreado pelo R-99B pertencesse à aeronave da Air France. Se fosse do avião, uma embarcação teria que se dirigir ao local a fim de resgatá-lo, porque o helicóptero não poderia içar o material. Todos os equipamentos e suprimentos que as equipes em Fernando de Noronha necessitassem foram transportados para o arquipélago. Cerca de 150 pessoas participaram das buscas.
O helicóptero Black Hawk começou a ser utilizado nas missões de busca. No total, onze aeronaves estavam mobilizadas na Base Aérea de Natal e em Fernando de Noronha para o trabalho de busca. A fragata Constituição chegou ao local onde estavam sendo feitas as buscas, completando o conjunto de três navios da Marinha que participam nas operações. A fragata Constituição levava uma tripulação de aproximadamente 200 marinheiros, incluindo mergulhadores. Novos destroços foram avistados a 550 km de Fernando de Noronha. De acordo com o planejado, a aeronave orientou a fragata Constituição, até o local para que o material pudesse ser recolhido. O helicóptero Lynx, embarcado na Fragata, resgatou por volta das 13h, um suporte utilizado para acomodação de cargas em aviões (pálete), de aproximadamente 2,5 m², e duas boias. Segundo o brigadeiro Ramon Cardoso, o palete e a mancha de óleo encontrados não pertenciam ao Airbus A330, pois a aeronave não utilizava paletes de madeira e a quantidade de óleo encontrada era bem superior à que um A330 necessita, pois utiliza apenas cerca de 20 litros de óleo nos motores.

### Dia 5

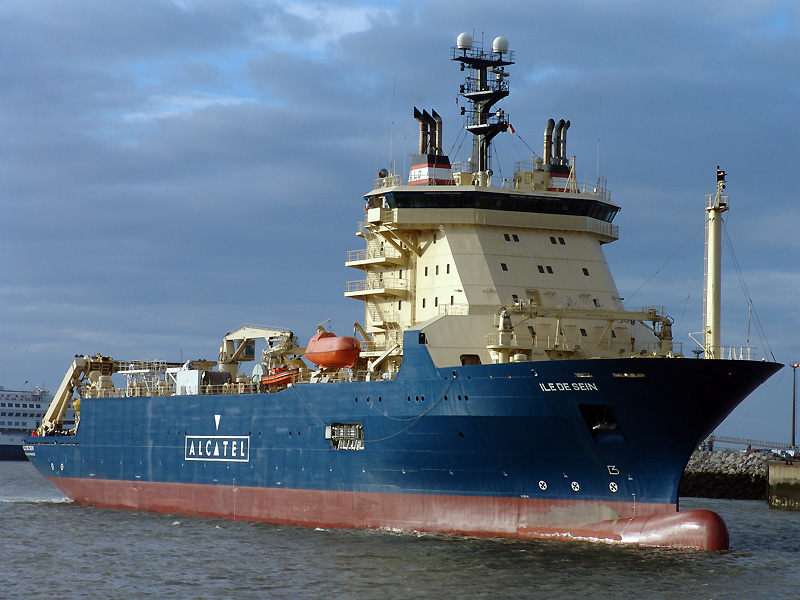
O navio Ile de Sein, atribuído a ajudar na recuperação de materiais do fundo do oceano.

Um grupo com treze parentes de alguns passageiros que viajavam na voo 447 partiu da Base Aérea do Galeão por volta das 7h do dia 5 em um avião da Força Aérea Brasileira (FAB) para a sede do Cindacta 3, em Recife. O brigadeiro Ramon Borges Cardoso informou que o objetivo seria esclarecer qualquer dúvida e também para que tomassem conhecimento das dificuldades do trabalho em uma busca no mar. Porém foi descartado um sobrevoo na área de buscas pelos parentes. Uma aeronave francesa Atlantique Rescue D passou a integrar o conjunto de aeronaves engajadas nos esforços de busca.
Chega ao fim o quinto dia de buscas aos destroços do voo e o brigadeiro Ramon Borges Cardoso, diretor do Departamento de Controle do Espaço Aéreo (Decea), afirmou que nada de "relevante" havia sido encontrado e também que com o passar do tempo aumentavam a dificuldade de encontrar corpos e de localizar vestígios da aeronave. Mesmo assim, informou que não havia prazo para o fim das operações de busca que, nos próximos dias, ganharia o reforço de mais três barcos brasileiros e três embarcações francesas. Novamente, durante a madrugada (por volta das 3h do dia 6) o avião R-99B decolaria de Fernando de Noronha para dar continuidade ao rastreamento dos possíveis destroços.
A Air France anunciou, em uma nota divulgada durante a manhã, que o voo AF 447 passaria a ser identificado como AF 445 a partir de domingo, 7 de junho e a alteração só valeria para o trajeto Rio-Paris. O trajeto Paris-Rio continuaria ser identificado como AF 444.
O governo francês anunciou que enviaria o submarino Émeraude para auxiliar nos trabalhos de resgate de destroços e eventuais corpos de vítimas do acidente. O submarino possui sonares que tentariam identificar emissões acústicas das caixas-pretas do avião, porém ele só deveria chegar na região das buscas na semana seguinte. Mais duas outras embarcações da Marinha francesa, o TCD Foudre (que estava na costa de Portugal) e a fragata Ventôse (vinda do Caribe) foram enviadas ao Brasil chegando à região no fim de semana seguinte.

### Dias 6 e 7
No início da manhã, o R-99B identificou uma série de pontos numa área localizada a cerca de 70 km a nordeste de onde o avião da Air France havia enviado a última mensagem. No início da tarde de 6 de junho, o coronel Jorge Amaral, da Aeronáutica, informou que dois corpos de homens foram localizados e recolhidos pela corveta Caboclo que auxiliava nas buscas do avião. A Aeronáutica e a Marinha também encontraram uma poltrona azul identificada com um número de série que poderia ser do Airbus A 330, além de uma mochila com um cartão de vacinação e uma pasta de couro contendo uma passagem da Air France. Também foram encontradas máscaras de oxigênio. As informações disponíveis foram transmitidas aos parentes das vítimas antes de serem divulgadas à imprensa.
Mais destroços foram localizados, incluindo uma parte metálica com inscrições da Air France. Poltronas com características das que são utilizadas pela Air France também foram resgatadas. Três corpos foram localizados e resgatados durante a madrugada, totalizando cinco corpos. Cinco navios da Marinha do Brasil e 14 aeronaves, 12 brasileiras e duas francesas, foram utilizados no resgate. No início da noite, a Marinha e Aeronáutica anunciaram que 12 corpos foram resgatados, completando 17 ao todo até então resgatados. Vários elementos estruturais da aeronave também foram resgatados. A fragata francesa Ventôse chegou à região para auxiliar no resgate. Ao todo, seis embarcações auxiliaram nas buscas em conjunto com 14 aeronaves.
Segundo o capitão-de-fragata Giucemar Cardoso Tabosa, do Centro de Comunicação Social da Marinha, a fragata Constituição, que levava para Fernando de Noronha os dois corpos localizados em 6 de junho, retornou ao encontro da corveta Caboclo para reunir todos os corpos encontrados e levá-los de uma só vez. Quando a fragata atingisse 300 km de distância da ilha, os corpos seriam transportados de helicóptero e lá seriam preparados e encaminhados ao Instituto Médico Legal (IML) de Recife, que recebeu o reforço de oito policiais federais especialistas na identificação de corpos, sendo responsável pela identificação.

### Dias 8 e 9

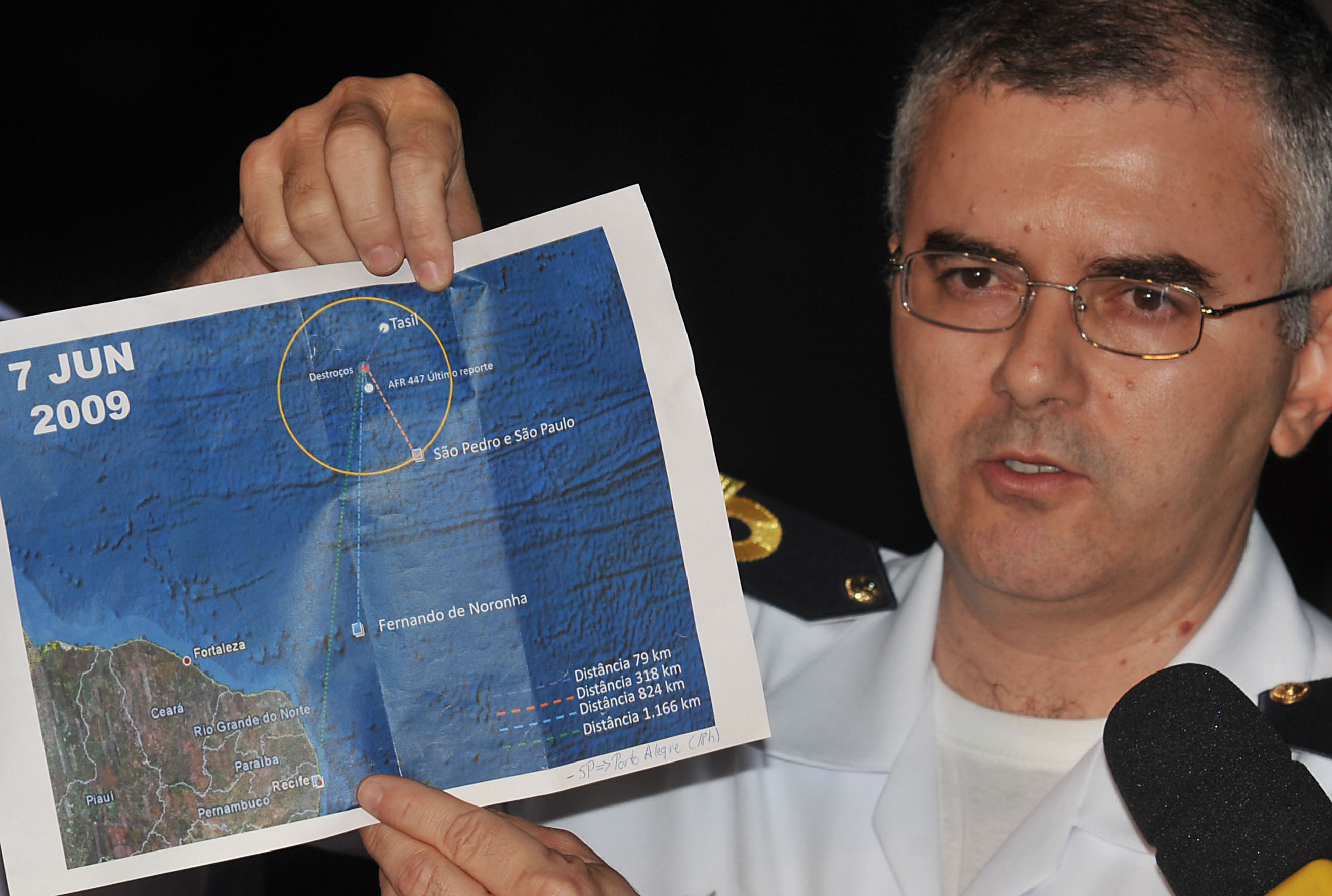
O capitão Tabosa exibe imagem de satélite, com a localização dos destroços do Airbus.

Segundo informações dos oficiais envolvidos com as buscas mais de uma centena de destroços já haviam sido localizados até aquela data. Esses destroços foram localizados na região a 440 quilômetros a nordeste do arquipélago de São Pedro e São Paulo, em área que possui 3 500 metros de profundidade. Oito corpos de passageiros foram resgatados totalizando 24 corpos resgatados.
Segundo a assessoria de comunicação da Aeronáutica e da Marinha mais quatro corpos haviam sido resgatados no início da manhã pela fragata Bosísio e permaneciam no navio, assim como os retirados do mar no dia anterior. Como a câmara frigorífica do navio tinha capacidade para até 20 corpos, somente quando fosse atingida essa capacidade eles seriam levados a Fernando de Noronha. Mais 13 corpos foram resgatados, totalizando 41 vítimas. Dois rebocadores de alto-mar foram contratados pela França: o Fairmount Expedition e o Fairmount Glacier, que levariam a bordo 40 toneladas de equipamentos para auxílio às buscas dos destroços. Além disso, o submarino nuclear Émeraude, o navio de pesquisa Porquoi Pas? e o navio anfíbio Mistral estavam seguindo para a área das buscas.
Os primeiros 16 corpos resgatados entre 6 de junho e a manhã de 8 de junho já estavam em Fernando de Noronha onde os especialistas da Polícia Civil de Pernambuco e da Polícia Federal fariam uma identificação prévia antes de serem enviado a Recife.

### Dia 10

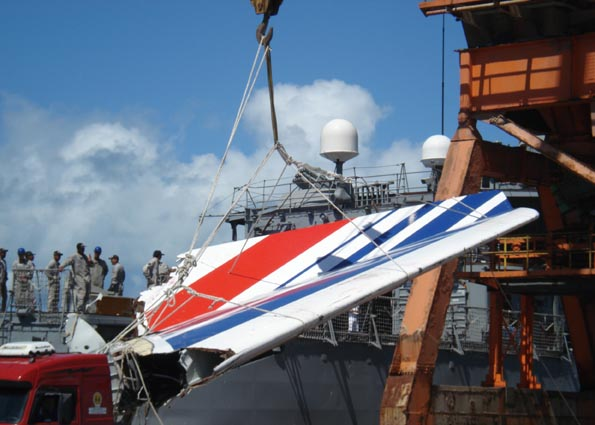
Parte do estabilizador vertical da aeronave que recolhido pelas equipes de buscas

No início da tarde, em nota divulgada pelo Cindacta 3, o comando da Aeronáutica e da Marinha informava que não existiam novas notícias sobre o resgate de corpos de vítimas. A nota informava ainda que os 16 corpos que estavam em Fernando de Noronha seriam levados à Base Aérea de Natal e de lá seriam encaminhados para o Instituto Médico Legal (IML) de Recife para identificação. Outra informação contida na nota era de que a fragata brasileira Bosísio, que transportava os demais 25 corpos, deveria se aproximar no dia seguinte (11 de junho) de Fernando de Noronha.
O submarino nuclear francês Émeraude chegou à área onde se concentravam as buscas. A principal missão do submarino seria tentar localizar a caixa-preta do Airbus, mas mesmo equipado com sonares potentes, a tarefa era considerada difícil, já que mesmo após dez dias de buscas, ainda não se sabia ao certo o ponto exato em que o Airbus havia caído. Outro fator de complicação eram as correntes marítimas na região, que haviam arrastado os destroços por quilômetros. Além disso, existiam na área locais que poderiam atingir 5 000 metros de profundidade. Também já estavam na região o navio francês Mistral e o rebocador Fairmount Expedition, que foram autorizados a atracar em Natal, para receber os equipamentos que seriam utilizados na busca às caixas-pretas. A coordenação dos trabalhos dessas embarcações seria feita pelas autoridades brasileiras, sem interferir nas operações de resgate dos corpos, que continuavam sendo prioridade.
Ao décimo dia de buscas, os militares brasileiros não conseguiram localizar nenhum novo corpo. Segundo o brigadeiro Ramon Borges Cardoso, diretor do Decea, as condições meteorológicas pioraram ao longo do dia, forçando as aeronaves e embarcações brasileiras a se deslocarem para locais com melhor visibilidade, mas com menos chances de localização de novas vítimas. Foi anunciado que a fragata Constituição, que transportou os primeiros 16 corpos, retornaria à área de buscas no dia seguinte. Com previsão de chegada em 19 de junho, o navio de desembarque de doca NDD Rio de Janeiro, com capacidade para receber até 100 corpos em suas câmaras frigoríficas, se somaria à frota na região. A embarcação estava em missão no Haiti, mas foi designada para se dirigir a Fortaleza, onde seriam carregados dois helicópteros e mantimentos para a missão.

### Dia 11

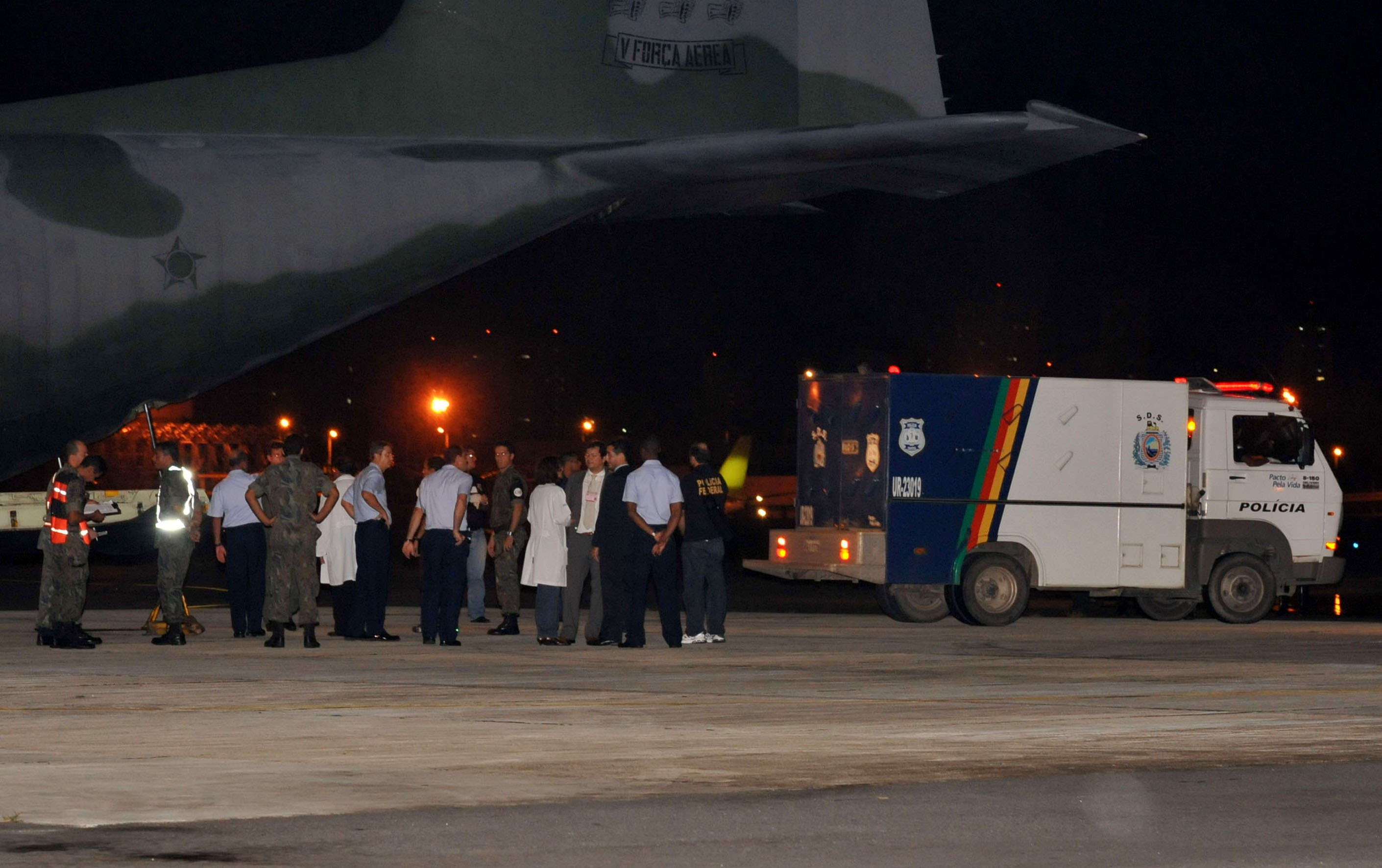
Avião Hércules C-130 da FAB com os corpos das 16 primeiras vítimas que foram transportados diretamente da Base Aérea para o IML, para identificação.

No início da madrugada, o avião Hercules C-130 da Força Aérea Brasileira (FAB) pousou na Base Aérea de Natal com os 16 corpos que seguiram diretamente para o IML de Recife, cujos trabalhos de identificação já haviam sido iniciados pelos peritos. Os responsáveis por este trabalho não estabeleceram prazo para a conclusão das identificações, pois, em alguns casos, a identificação só seria possível por meio de exame de DNA e, neste caso, o trabalho seria feito no Instituto Nacional de Criminalística (INC), em Brasília.
Pela manhã uma pequena parte dos destroços do Airbus chegaram a Natal. Eram 37 peças que deveriam ser encaminhadas de avião para o Recife.
No início da noite o Comando da Marinha e o Comando da Aeronáutica informaram que mais 3 corpos foram resgatados, totalizando 44 vítimas ao todo. Os corpos já estavam na fragata Constituição que deveria chegar a Fernando de Noronha pela madrugada ou manhã de sábado (13 de junho). O comando das operações informou também que na manhã deste dia havia sido concluída a transferência dos 25 corpos da fragata Bosísio para Fernando de Noronha. Esses corpos haviam passado por perícias preliminares e seriam transportados em duas etapas para Recife conforme o andamento dos trabalhos periciais. A primeira etapa deveria ser concluída na manhã do sábado seguinte.
Ainda segundo as informações do Comando, na transferência dos corpos, o helicóptero H-60 Blackhawk, da Força Aérea Brasileira, transportou 15 militares do Destacamento Aéreo Embarcado (DAE) da Marinha do Brasil para a fragata Bosísio, que passaria a operar com um helicóptero AH-11A Lynx na área de buscas. Por solicitação da Marinha francesa, o Blackhawk também levou dois psicólogos franceses para a fragata Bosísio, que depois iriam para a fragata Ventose.

### Dia 26
Após 26 dias de operações de buscas por corpos e destroços do voo, os comandos da Aeronáutica e da Marinha decidiram encerrar as operações. O anúncio foi feito no final da noite, por oficiais dos centros de Comunicação Social das duas Forças na sede do Cindacta 3, em Recife. O principal motivo foi que, mesmo com a utilização de 12 aviões e 11 navios militares, nenhum corpo havia sido encontrado nos últimos nove dias. Desde o dia 12 até o dia 17, apenas dois corpos foram encontrados. Durante o período de realização das buscas, foram resgatados 51 corpos, mais de 600 peças da aeronave, além de bagagens dos passageiros.
Doze aeronaves foram utilizadas, tendo sobrevoado por 1 500 horas e percorrido visualmente uma área de 350 mil quilômetros quadrados. A Marinha do Brasil utilizou onze embarcações, navegando por 35 mil milhas. O avião R-99 realizou busca eletrônica numa área correspondente a dois milhões de quilômetros quadrados. Estiveram diretamente envolvidos nas buscas, resgate e suporte um total de 1 344 militares da Marinha do Brasil e 268 da FAB, totalizando mais de 1 600 profissionais.

## Novas buscas em 2011
Em 17 de fevereiro de 2010, Jean-Paul Troadec, diretor do Bureau d'Enquêtes et d'Analyses pour la sécurité de l'Aviation Civile (BEA) da França anunciou a terceira fase de buscas submarinas das duas caixas-pretas. Foram utilizados dois navios, um estadunidense e um norueguês, equipados com quatro sonares e dois robôs, que vasculharam uma área de 2 mil quilômetros quadrados ao noroeste da última posição conhecida do avião antes da queda, a cerca de 1,2 mil quilômetros da costa brasileira.
Estamos utilizando os equipamentos mais sofisticados do mundo. Essa é uma das operações de busca mais complexas já realizadas até hoje. Não podemos fazer melhor do que isso.— Jean-Paul Troadec, diretor do BEA
Cerca de dois anos depois do acidente, em 4 de abril de 2011, equipes de busca e resgate francesas anunciaram a descoberta de mais destroços do avião em meio ao Oceano Atlântico, e de corpos ainda presos a uma grande parte da fuselagem encontrada praticamente intacta no mar. A descoberta, anunciada pela ministra francesa dos Transportes, Nathalie Kosciusko-Morizet, deu esperanças de que as caixas pretas do avião pudessem ser finalmente encontradas. A área em que os novos destroços com corpos presos neles foram encontrados, ficava no meio do oceano, cerca de dois a quatro dias de distância de navio tanto do Senegal quanto do Brasil e o fundo do mar no local é coberto de montanhas e vales.
No dia 1º de maio de 2011, foram encontradas as duas caixas pretas com os dados registrados do voo, além das gravações das comunicações dos pilotos. No dia 5 de maio, com a ajuda do robô submarino Remora 6000, de fabricação norte-americana, o mesmo que descobriu os destroços e as caixas pretas, a equipe de busca resgatou o primeiro corpo do fundo do mar. As autoridades francesas informaram que, após dois anos a 3 900 m de profundidade, os restos mortais encontravam-se em adiantado estado de decomposição. A notícia causou surpresa à Associação das Famílias das Vítimas do Voo 447 da Air France, já que numa reunião em abril com a BEA (Birô de Investigações e Análises), em Paris, havia ficado decidido que os corpos encontrados não seriam resgatados, permanecendo em seu túmulo no fundo do oceano.

## Inquérito

### Aeronave
A aeronave havia entrado em serviço em abril de 2005 e seu Certificado de Aeronavegabilidade havia sido emitido em 18 de abril de 2005, com validade até 17 de abril de 2010. Até a data do acidente, estava com 18 870 horas de voo e 2 644 ciclos.
Na chegada do avião ao Rio de Janeiro, no dia anterior ao acidente, o capitão relatou um problema com o seletor de VHF, que foi solucionado.
As verificações diárias e semanais foram realizadas. A manutenção Tipo A no A330 é realizada a cada 800 horas de voo, o que representa, na Air France, uma verificação a cada dois meses, aproximadamente.  Consiste em verificar os sistemas por meio de testes operacionais, operações de lubrificação, verificação de níveis de fluidos hidráulicos e inspeções visuais das peças estruturais, sem remoção. As últimas inspeções deste tipo haviam sido realizadas em 27 de dezembro de 2008, 21 de fevereiro de 2009 e 16 de abril de 2009 (esta última, 45 dias antes do acidente). A investigação concluiu que estas manutenções foram realizadas em conformidade com os procedimentos recomendados pela Airbus e aprovadas. A análise da programação, relatórios de manutenção e dossier de aeronavegabilidade da aeronave não revelou quaisquer anomalias.

### Pilotos
Fonte: Relatório final BEA- Seção 1.5.1 - Págs. 24 a 29
|                                                                 |                                                                 | Capitão                                                                                           | Um oficial de piloto de linha aérea (co-piloto) | Um oficial de piloto de linha aérea (co-piloto)                                                |
| --------------------------------------------------------------- | --------------------------------------------------------------- | ------------------------------------------------------------------------------------------------- | --- | ---------------------------------------------------------------------------------------------- |
| Localização na aeronave quando do acidente                      | Localização na aeronave quando do acidente                      | em repouso nos primeiros eventos                                                                  | Pilot Not Flying (PNF) no momento do acidente, assento esquerdo | Pilot Flying (PF), no momento de acidente, assento direito                                     |
| Nacionalidade                                                   | Nacionalidade                                                   | francês                                                                                           | francês | francês                                                                                        |
| Nome                                                            | Nome                                                            | Marc Dubois                                                                                       | David Robert | Pierre Cedric Bonin                                                                            |
| Data de nascimento / Idade                                      | Data de nascimento / Idade                                      | 17 de fevereiro de 1951 (58 anos)                                                                 | 17 de junho de 1971 (37 anos) | 5 de outubro de 1976 (32 anos)                                                                 |
| Atestado médico                                                 | Realizada                                                       | 10 de outubro de 2008                                                                             | 11 de dezembro de 2008 | 24 de outubro de 2008                                                                          |
| Atestado médico                                                 | Válida até                                                      | 31 de outubro de 2009                                                                             | 31 de dezembro de 2009 | 31 de outubro de 2009                                                                          |
| Atestado médico                                                 | Notas                                                           |                                                                                                   | uso obrigatório de lentes corretivas | uso obrigatório de lentes corretivas                                                           |
| Ano de obtenção de licença de piloto privado                    | Ano de obtenção de licença de piloto privado                    | 1974                                                                                              | 1992 | 2000                                                                                           |
| Ano de obtenção de licença de piloto de linha                   | Ano de obtenção de licença de piloto de linha                   | 1977                                                                                              | 1993 | 2001                                                                                           |
| Ano de obtenção de licença de piloto de transporte aéreo (ATPL) | Ano de obtenção de licença de piloto de transporte aéreo (ATPL) | 1992                                                                                              | 1993 | 2007                                                                                           |
| Entrou na empresa Air France                                    | Entrou na empresa Air France                                    | fevereiro de 1988 (ainda Air Inter) abril de 1997 (fusão Air Inter com a Air France)              | julho de 1998 | outubro de 2003                                                                                |
| Anos de qualificação em Airbus A330/A340                        | Anos de qualificação em Airbus A330/A340                        | fevereiro de 2007                                                                                 | abril de 2002 | junho de 2008                                                                                  |
| Número de horas de voo                                          | Total                                                           | 10 988 (6 258 como comandante)                                                                    | 6 547 | 2 936                                                                                          |
| Número de horas de voo                                          | Em Airbus A330/A340                                             | 1 747 (todas como comandante)                                                                     | 4 479 | 807                                                                                            |
| Notas                                                           |                                                                 | Realizou 16 voos para a América do Sul desde sua chegada à divisão A330/A340 em fevereiro de 2007 | Realizou 39 voos para a América do Sul desde sua chegada à divisão A330/A340 em abril de 2002. Em 9 de Março de 2009, havia realizado um voo Paris-Rio como PF (Pilot Flying) | Realizou 5 voos para a América do Sul desde a sua chegada à divisão A330/A340 em junho de 2008 |

### Membros da tripulação
| Nome                       | Nacionalidade | Data de nascimento      | Idade |
| -------------------------- | ------------- | ----------------------- | ----- |
| Clara Amado                | França        | 30 de junho de 1977     | 31    |
| Maryline Colombiès Messaud | França        | 15 de setembro de 1963  | 45    |
| Laurence Desmots           | França        | 16 de março de 1965     | 44    |
| Veronique Gaignard         | França        | 5 de abril de 1958      | 51    |
| Stéphane Giroux            | França        | 21 de novembro de 1972  | 36    |
| Anne Grimout               | França        | 15 de março de 1960     | 49    |
| Carole Guillaumont         | França        | 23 de fevereiro de 1978 | 31    |
| Céline Guittard            | França        | 11 de fevereiro de 1975 | 34    |
| Stéphanie Schoumacker      | França        | 26 de outubro de 1970   | 38    |
| Françoise Sonnic           | França        | 1° de dezembro de 1954  | 54    |
| Sébastien Vedovati         | França        | 29 de setembro de 1975  | 33    |
| Lucas Gagliano             | Brasil        | 2 de setembro de 1985   | 23    |

### Investigação
A responsabilidade das investigações ficou a cargo do governo francês, país em que a aeronave estava registrada, de acordo com a legislação da ICAO, Organização de Aviação Civil Internacional (OACI). A condução das investigações ficou sob a responsabilidade do Bureau d'enquêtes et d'analyses (BEA), agência do governo francês para investigar acidentes aéreos e fazer recomendações de segurança. O Brasil ficou responsável pela busca dos corpos, resgate de vítimas e destroços.

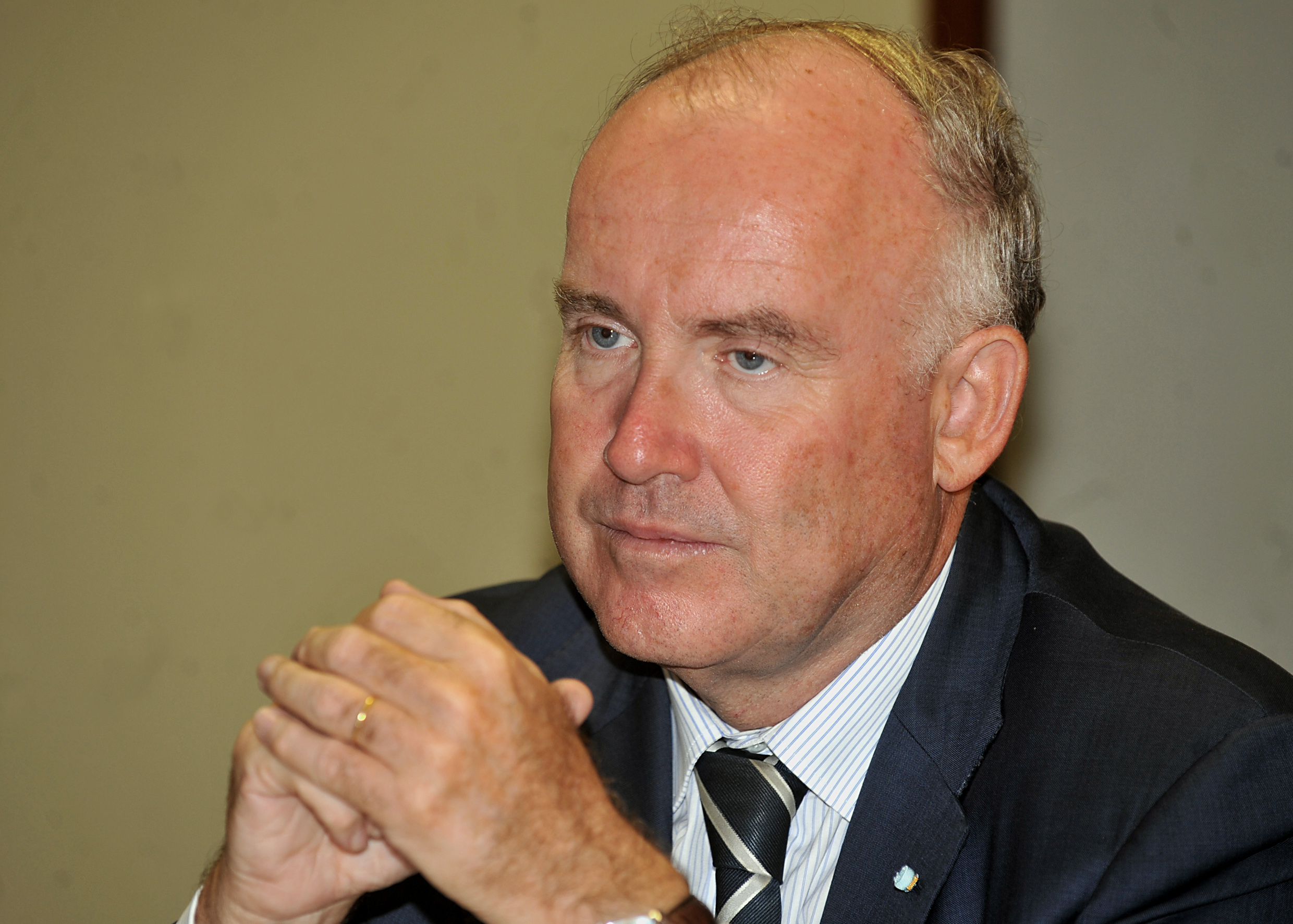
O então ministro dos Transportes da França, Dominique Bussereau

O avião desapareceu dos radares ao atravessar a Zona de Convergência Intertropical. As imagens de satélite mostravam uma grande concentração de nuvens cúmulo-nimbos, que chegavam a atingir 16 000 metros de altura, com intensas descargas elétricas, sobre o Oceano Atlântico na região do arquipélago de São Pedro e São Paulo, perto da última posição conhecida da aeronave e do local onde foram encontrados os destroços. Este é, no entanto, um fenómeno frequente na região e com o qual os pilotos estão muito acostumados, geralmente sobrevoando no topo das nuvens, a 15 000 metros de altitude, que é a zona menos perigosa. Os aviões dispõem ainda de um radar de proa que avisa sobre a proximidade de nuvens particularmente densas, permitindo que o aparelho desvie a rota a fim de evita-las. Uma vez que o sistema ACARS reportou uma sucessão de avarias num curto intervalo de tempo, a falência do sistema elétrico e a despressurização do aparelho, existiam muitas hipóteses possíveis. De acordo com o CEO da Air France, Pierre-Henri Gourgeon, estas falhas criaram uma "situação totalmente inédita no avião". Segundo o diretor de comunicações da companhia aérea, uma das hipóteses seria a incidência de um raio, que conjugado com outros problemas, teria provocado uma avaria elétrica. O secretário de Estado de Transportes da França, Dominique Bussereau, comentou que apesar de nada se saber sobre o desaparecimento da aeronave, "parecia mais uma perda de controle do aparelho". Bussereau considerou ainda que a tese da Air France para explicar um possível acidente causado por um raio era incompleta.

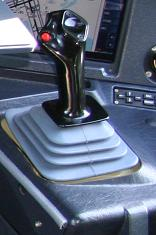
"Sidestick" do A380, similar ao utilizado no A330

Entre as outras hipóteses aventadas, teve especial relevo as avarias sucessivas devidas à turbulência ou um ataque terrorista, embora naquele momento, não houvesse qualquer elemento que permitisse avançar nessas hipóteses.
Havia também a referir que a EASA tinha alertado em janeiro de 2009 os pilotos dos aviões Airbus A330 e A340, na sequência do incidente com um voo da Qantas, em Outubro de 2008, em que mais de 50 pessoas ficaram feridas quando o voo da Qantas, que fazia a ligação entre Singapura e Perth, quando ocorreu uma queda abrupta de vários metros quando viajava em velocidade de cruzeiro.
De acordo com o alerta, esses dois tipos de aeronaves registraram ocorrências anormais no equipamento ECAM (Electronic Centralised Aircraft Monitor) o que levaria a um comportamento anormal que provocaria, por exemplo, mergulhos em pleno voo.
O Tribunal de Paris anunciou no dia 5 de junho a abertura de processo, a ser conduzido pela juíza Silvie Zilmmerman, por homicídio culposo sobre o desaparecimento do Airbus A330 da companhia aérea Air France.[ligação inativa]
O BEA divulgou nota no dia 5 de junho em que afirma:

Uma grande quantidade de informações mais ou menos corretas e tentativas de explicações a respeito do acidente estão sendo veiculadas. O BEA lembra aqueles envolvidos nessa divulgação que é recomendável que se evite todo tipo de interpretação apressada e especulativa baseada em informações parciais e não confirmadas.
No estágio atual da investigação, os únicos fatos concretos são:
- a presença significativa de nuvens da zona de convergência intertropical, típicas da região equatorial, próximas a rota planejada do avião pelo Atlântico;
- baseando-se na análise das mensagens automáticas enviadas pelo avião, existem incoerências entre as várias velocidades medidas.
— Nota enviada a imprensa em 5 de junho de 2009 - Voo AF 447 de 31 de maio de 2009

No dia 10 de junho de 2009 o jornal francês L'express publicou reportagem relatando que a possibilidade de o acidente ter ocorrido em função de um atentado terrorista não estava totalmente descartada, visto que o nome de dois dos passageiros eram similares aos de figuras ligadas com entidades que patrocinavam esses tipos de atentados. No entanto, a falta da data de nascimento na ficha de embarque não permitiu que isso fosse realmente constatado, pois poderia se tratar simplesmente de homônimos que possuíam a mesma nacionalidade desses terroristas.

### A quebra do leme

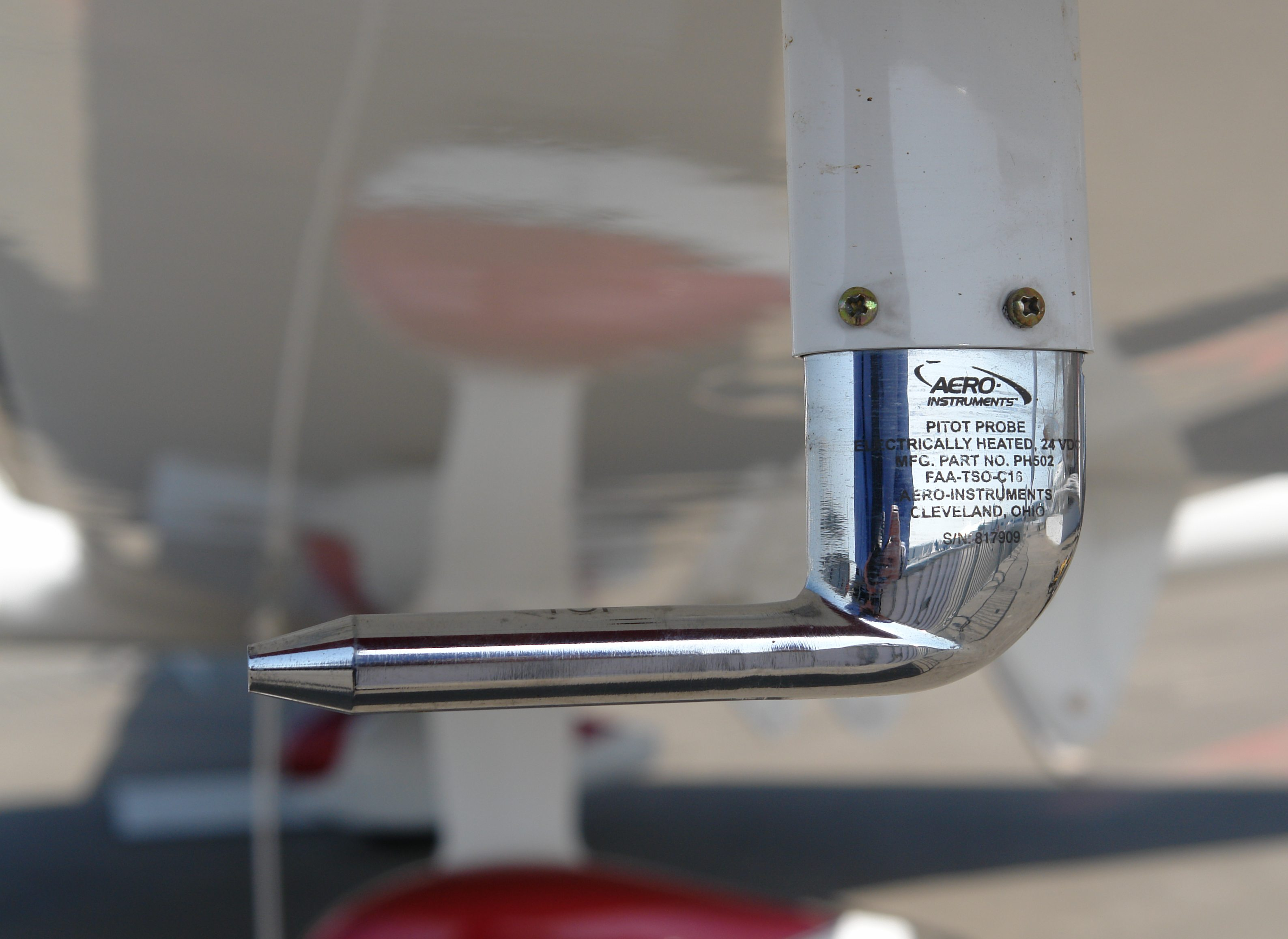
Exemplo de um tubo de Pitot, possível causa do acidente

De acordo com informação divulgada pela TV France 2, sem contestação da Air France ou do fabricante do aparelho, a quebra do leme constava de um dos 24 alertas emitidos automaticamente pelo avião. A mensagem, enviada no primeiro dos quatro minutos finais do AF 447, indicava um CTL RUD TRV LIM FAULT, ou seja, falha no controle de limitação do curso do leme. Ou seja, o computador acusou a quebra do leme. Isto poderia ter origem na tentativa de desvio do curso do avião, para evitar as nuvens de maior risco ao voo, em que o giro do leme teria excedido o limite aceitável para a velocidade efetivamente praticada naquele instante pelo aparelho. Informações errôneas dos sensores de velocidade, derivadas do mau funcionamento de um tubo de Pitot bloqueado ou defeituoso, poderiam levar o computador que controla o avião a permitir a manobra potencialmente perigosa do leme, causando sua ruptura. Um memorando enviado em 5 de junho pela Air France aos seus pilotos informou que a empresa aérea iria substituir os sensores de velocidade de seus aviões Airbus nas próximas semanas.
Um alerta da Airbus emitido depois do acidente determinou que a tripulação deveria conservar a potência dos motores e o ângulo correto para manter a aeronave na linha de voo, em caso de condições meteorológicas difíceis. Quando ocorre a quebra do leme de uma aeronave, em condições atmosféricas favoráveis, o controle do avião é quase impraticável. No caso do AF447, teria sido impossível. A despressurização da cabine teria sido causada pela perda do leme, tal como ocorreu com o Boeing 747 do Voo Japan Airlines 123.

### Sondas Pitot
No decorrer das investigações, foi dada especial atenção às sondas Pitot (sensores de velocidade da aeronave) pelo fato de terem sido encontradas inconsistências nas leituras de velocidade gravadas pelo FDR (Flight Data Recorder, que registra os parâmetros de voo), minutos antes do acidente. A análise dos dados revelou uma redução brusca de velocidade, de 274 nós para 52 nós entre os instantes 2h10m07s UTC e 2h10h09s UTC, uma variação de 222 nós (411 km/h) em um intervalo de 2 segundos, o que seria fisicamente improvável ter ocorrido.
As sondas Pitot passavam por uma inspeção visual diária, que verificava seu estado geral. A cada 8 000 horas (aproximadamente a cada 21 meses), passavam por uma manutenção Tipo C, limpeza completa, verificação dos sistemas de aquecimento e circuitos elétricos.

### Relatório final
Em 5 de julho de 2012, o BEA (Bureau de Investigações e Análises), órgão do governo francês responsável pelas investigações, apresentou seu relatório final. Nele, o órgão aponta que a tragédia foi causada por uma combinação de erros de avaliação dos pilotos, com problemas técnicos ocorridos por congelamento nos sensores de velocidade (Sondas Pitot). Segundo o relatório as sondas Pitot, obstruídas por cristais de gelo, não conseguiram informar a velocidade correta da aeronave, o que causou a desconexão do piloto automático e em seguida diversos erros de avaliação dos pilotos.
| “ | Este acidente resultou de um avião ter sido retirado de seu ambiente operacional normal por uma equipe que não tinha entendido a situação | ” |

Jean-Paul Troadec - Diretor do BEA.
A principal associação de pilotos da França posicionou-se contra o relatório, dizendo que os tripulantes não podem ser responsabilizados como principais responsáveis da tragédia.
Os cinco principais fatos relacionados oficialmente à imperícia da tripulação no momento da emergência foram:
- inconsistência temporária das velocidades medidas pelos tripulantes
- comandos inapropriados aplicados, desestabilizando o avião
- falta de informação entre os tripulantes entre a perda de velocidade e o procedimento adequado
- demora da identificação pelo copiloto da alteração na trajetória da nave
- falha da tripulação em identificar a aproximação do estol

Vinte e cinco novas recomendações de segurança em voo também foram apresentadas pelo BEA.
Uma segunda investigação de especialistas foi ordenada pelas juízas Sylvia Zimmermann e Sabine Kheris, após a primeira peritagem apresentada em julho de 2012 às famílias das vítimas. Em abril de 2014, foi anunciado que a queda do voo Rio-Paris da Air France deveu-se a "uma reação inadequada da tripulação após a perda momentânea das indicações de velocidade". As conclusões do relatório de peritagem judicial especificam uma conjugação de fatores: erros humanos, falhas técnicas, procedimentos inadequados e condições meteorológicas adversas.

#### Gravação de voz
Os últimos minutos do voo foram registrados pelas caixas pretas. Abaixo está a gravação do gravador de voz (o texto contém transcrições com as mesmas palavras usadas pela tripulação, então algumas pessoas podem considerar a linguagem usada forte ou inadequada):
| Transcrição de filtragem do gravador de voz da cabine | Transcrição de filtragem do gravador de voz da cabine | Transcrição de filtragem do gravador de voz da cabine | Transcrição de filtragem do gravador de voz da cabine |
| Tempo (UTC) | Palestrante                                           | Francês (original) | Português (traduzido) |
| --- | ----------------------------------------------------- | --- | --- |
| 10:11:05 | ATC                                                   | Air France 447 | Air França 447 |
| 10:11:15 | Capitão                                               | Ici Air France 447 | Aqui Air France 447 |
| 10:11:25 | ATC                                                   | Air France 447 contact atlantique | Air France 447 contato atlântico |
| 10:11:35 | Capitão                                               | Atlantique atlantique Air France 447 appeler l'atlantique | Atlântico Atlântico Air France 447 ligando para o Atlântico                                                                                              |
| 10:11:45 | Centro Atlântico                                      | Ici atlantique Air France 447 continue | Aqui Atlantic Air France 447 continua |
| 10:11:55 | Capitão                                               | Vol Air France 447 niveau 3-5-0 arrivant à INTOL | Voo Air France 447 nível 3-5-0 chegando ao INTOL |
| 10:12:05 | Centro Atlântico                                      | Air France 447 maintenir le niveau de vol 3-5-0 bonne nuit | Air France 447 mantenga nivel de vuelo 3-5-0 buenas noches                                                                                               |
| 10:12:15 | Capitão                                               | Bonne nuit Air France 447 | Boa noite Air France 447 |
| Três horas depois, Robert vai descansar; Após 2 horas ele retorna para a cabine e o capitão vai fazer uma pausa; Robert se senta em seu lugar |                                                       | | |
| 02:03:44 | Bonin                                                 | La convergence inter tropicale… voilà, là on est dedans, entre 'SALPU' et 'TASIL.' Et puis, voilà, on est en plein dedans…                                                 | A convergência intertropical... olha, estamos aqui, entre "SALPU" e "TASIL". Isso mesmo, estamos no meio de tudo...                                      |
| 02:05:55 | Robert                                                | Oui, on va les appeler derrière... pour leur dire quand même parce que...                                                                                                  | Sim, vamos ligar de volta... para pelo menos avisá-los porque...                                                                                         |
| 02:05:59 | Comissário de bordo                                   | Oui? Marilyn. | Sim? Marilyn. |
| 02:06:04 | Bonin                                                 | Oui, Marilyn, c'est Pierre devant... Dis-moi, dans deux minutes, on devrait attaquer une zone où ça devrait bouger un peu plus que maintenant. Il faudrait vous méfier là. | im, Marilyn, é o Pierre... Ouça, em dois minutos entraremos em uma área onde as coisas vão se mover um pouco mais do que agora. Teremos que ter cuidado. |
| 02:06:13 | Comissário de bordo                                   | D'accord, on s'assoit alors? | Ok, vamos sentar então? |
| 02:06:15 | Bonin                                                 | Bon, je pense que ce serait pas mal… tu préviens les copains! | Bem, acho que não é uma má ideia... Você planeja seus companheiros!                                                                                      |
| 02:06:18 | Comissário de bordo                                   | Ouais, ok, j'appelle les autres derrière. Merci beaucoup. | Sim, ok, contarei aos outros lá atrás. Muito obrigado.                                                                                                   |
| 02:06:19 | Bonin                                                 | Mais je te rappelle dès qu'on est sorti de là. | Então eu te ligo assim que sairmos de lá |
| 02:06:20 | Comissário de bordo                                   | Ok | Ok |
| Os dois copilotos falam sobre as temperaturas exteriores invulgarmente elevadas, que os impediram de subir à altitude desejada, e ficam felizes por voar num Airbus A330, já que nesta altitude tem melhor desempenho do que o A340. |                                                       | | |
| 02:06:50 | Bonin                                                 | Va pour les anti-ice. C'est toujours ça de pris. | Vamos para o sistema anti-gelo. É melhor que nada. |
| 02:07:00 | Bonin                                                 | On est apparemment à la limite de la couche, ça devrait aller. | Parece que estamos no final da camada de nuvens, isso deve funcionar.                                                                                    |
| 02:08:03 | Robert                                                | Tu peux éventuellement le tirer un peu à gauche. | Talvez você possa puxá-lo um pouco para a esquerda. |
| 02:08:05 | Bonin                                                 | Excuse-moi? | Desculpe? |
| 02:08:07 | Robert                                                | Tu peux éventuellement prendre un peu à gauche. On est d'accord qu'on est en manuel, hein?                                                                                 | Talvez você possa puxá-lo um pouco para a esquerda. Concordamos que estamos em manual, certo?                                                            |
| À medida que avançam para a tempestade, a temperatura sobe e um cheiro semelhante ao produzido por um transformador elétrico enche a cabine. A princípio, Bonin pensa que há um problema com o sistema de ar condicionado, mas Robert explica que é normal devido à força da tempestade. O som da tempestade aumenta, então Bonin anuncia que vai desacelerar o avião e pergunta ao companheiro se seria apropriado ligar um sistema que evita que os motores peguem fogo quando há muito gelo. |                                                       | | |
| Os 3 Tubos Pitot, responsáveis pela medição da velocidade, falham devido ao acúmulo de gelo. Sem informações sobre sua velocidade, o piloto automático não consegue mais controlar a aeronave com segurança, então ele desengata automaticamente. Embora o avião não tenha sofrido nenhuma falha mecânica, nem Bonin nem Robert receberam treinamento sobre o que fazer com indicadores de velocidade não confiáveis em velocidade de cruzeiro ou como pilotar o avião manualmente nessas condições. |                                                       | | |
| 02:10:06 | Bonin                                                 | J'ai les commandes. | Eu tenho os controles. |
| 02:10:07 | Robert                                                | D'accord. | OK. |
| Quando Bonin assume o controle, ele rapidamente faz o avião subir, mesmo tendo desacelerado e discutido anteriormente o problema de subir com segurança devido à alta temperatura. Por conta disso, os sistemas do avião enviam dois alertas: o primeiro avisa a tripulação que eles estão saindo da rota programada e o segundo que se continuarem poderão entrar em estol O alarme de estol do Airbus foi projetado para ser impossível de ser ignorado. Porém, durante o resto do vôo nenhum dos pilotos mencionará isso ou falará sobre a possibilidade de estar em estol, apesar de a palavra "Stallǃ" ("stall" em inglês) soar até 75 vezes. |                                                       | | |
| 02:10:07 | Robert                                                | Qu'est-ce que c'est que ça? | O que é isso? |
| 02:10:15 | Bonin                                                 | On n'a pas une bonne… On n'a pas une bonne annonce de vitesse. | Não temos... Não temos boas leituras de velocidade. |
| 02:10:16 | Robert                                                | On a perdu les, les, les vitesses alors? | Perdemos as velocidades então? (Obviamente, isso se refere às leituras)                                                                                  |
| 02:10:27 | Robert                                                | Faites attention à ta vitesse. Faites attention à ta vitesse. | Preste atenção à sua velocidade. Preste atenção à sua velocidade.                                                                                        |
| Robert possivelmente está falando sobre a diminuição da velocidade vertical do avião, já que o avião não será capaz de continuar subindo por muito mais tempo se continuar assim. |                                                       | | |
| 02:10:28 | Bonin                                                 | Ok, ok, je redescends. | Bem, bem, estou descendo. |
| 02:10:30 | Robert                                                | Tu stabilises... | Estabiliza... |
| 02:10:31 | Bonin                                                 | Ouais. | Sim. |
| 02:10:31 | Robert                                                | Tu redescends... On est en train de monter selon lui… Selon lui, tu montes, donc tu redescends.                                                                            | Você desce... De acordo com o que diz aqui, nós estamos subindo... De acordo com isso, você está subindo, então desça.                                   |
| 02:10:35 | Bonin                                                 | D'accord. | Muito bom. |
| O sistema antigelo do avião começa a atuar nos tubos Pitot e um deles volta a funcionar. |                                                       | | |
| 02:10:36 | Robert                                                | Redescends! | Descer! |
| 02:10:37 | Bonin                                                 | C'est parti, on redescend. | Aqui vamos nós, estamos descendo. |
| 02:10:38 | Robert                                                | Doucement! | Com cuidado! |
| A aeronave acelera para 223 kn e o alarme de estol dispara, então os pilotos recuperam momentaneamente o controle da aeronave. |                                                       | | |
| 02:10:41 | Bonin                                                 | On est en… ouais, on est en "climb." | Estamos em... sim, estamos em “subida”. |
| Apesar de tudo, Bonin não abaixa o nariz. Percebendo a gravidade da situação, Robert aperta um botão para ligar para o Capitão Dubois.. |                                                       | | |
| 02:10:49 | Robert                                                | Il est où... euh? | Onde ele está?... hein? |
| Outro tubo de Pitot começa a funcionar. A partir deste momento a tripulação tem todas as informações para voar com segurança. Os problemas que ocorrerão a seguir são unicamente devidos a erros humanos. |                                                       | | |
| 02:11:03 | Bonin                                                 | Je suis en TOGA, hein? | Estou no TOGA, hein? |
| TO/GA é um acrônimo para “Take Off/Go Around”, uma situação em que os motores estão na potência máxima, normalmente usada durante a decolagem ou uma aproximação perdida a um aeroporto. Bonin tenta conseguir o mesmo efeito: aumentar a velocidade e ganhar altitude, mas não leva em conta que a potência dos motores a 37.500 pés de altitude é muito menor do que ao nível do mar e que as asas geram menos sustentação. |                                                       | | |
| 02:11:06 | Robert                                                | Il vient ou il vient pas? | Ele vem ou não? |
| Com o nariz do avião apontando para cima em um ângulo de 18 graus, eventualmente os motores não conseguem mais gerar empuxo suficiente, o avião para e começa a descer. |                                                       | | |
| 02:11:21 | Robert                                                | On a pourtant les moteurs! Qu'est-ce qui se passe? Je ne comprends pas ce que se passe.                                                                                    | Ainda temos os motores! O que está acontecendo? Eu não entendo o que está acontecendo.                                                                   |
| 02:11:32 | Bonin                                                 | J'ai plus le contrôle de l'avion, là! J'ai plus le contrôle de l'avion! | Não tenho mais o controle do avião! Não tenho mais o controle do avião!                                                                                  |
| 02:11:37 | Robert                                                | Commandes à gauche! | ¡Controles a la izquierda! |
| Robert, o copiloto mais experiente e que parece entender um pouco melhor a situação, assume o comando do avião. Porém, também não percebem que o avião estagnou, apesar do alarme sonoro que os alerta para esta situação.. Bonin retoma o controle. |                                                       | | |
| 02:11:43 | Capitão                                               | Eh... Qu'est-ce que vous foutez? | Ei... O que você está fazendo? |
| 02:11:45 | Bonin                                                 | On perd le contrôle de l'avion, là! | Perdemos o controle do avião! |
| 02:11:47 | Robert                                                | On a totalement perdu le contrôle de l'avion... On comprend rien... On a tout tenté...                                                                                     | Perdemos completamente o controle do avião... Não entendemos nada... Tentamos de tudo...                                                                 |
| O capitão retorna, mas não tenta chegar aos controles (possivelmente para não complicar a situação) e senta-se atrás dos pilotos. Nessa posição, ele não consegue ver que os controles apontam o nariz para cima, procedimento oposto ao necessário para sair de um estol, então o avião continua a cair rapidamente. |                                                       | | |
| 02:12:14 | Robert                                                | Qu'est-ce que tu en penses? Qu'est-ce que tu en penses? Qu'est-ce qu'il faut faire?                                                                                        | O que você pensa? O que você pensa? O que devemos fazer?                                                                                                 |
| 02:12:15 | Capitão                                               | Alors, là, je ne sais pas! | Bem, eu não sei! |
| Com o alerta de estol ainda soando, os três tripulantes discutem a situação, mas parecem incapazes de entender o problema. O avião passa por uma área de turbulência e o capitão insta Bonin a nivelar as asas, mas ele o ignora. Por um momento, os pilotos discutem incrivelmente sobre se estão subindo ou descendo, antes de concordarem que estão descendo. Com o avião a 10.000 ft (um pouco mais de 3.000 m) Robert tenta assumir o controle do avião e move seu manche para frente para abaixar o nariz do avião, mas como os controles estão em modo dual, o sistema faz a média de seu comando com o de Bonin que ainda está com os controles para trás, levantando o nariz, tornando a manobra inútil. Ao contrário dos controles dos aviões Boeing, os do Airbus não se movem de forma síncrona, então Robert não poderia dizer o que Bonin estava fazendo a menos que olhasse diretamente para seu manche.. |                                                       | | |
| 02:13:40 | Robert                                                | Remonte... remonte... remonte... remonte... | Suba... suba... suba... suba... |
| 02:13:40 | Bonin                                                 | Mais je suis à fond à cabrer depuis tout à l'heure! | Mas eu coloquei o controle remoto ao contrário o tempo todo!                                                                                             |
| Bonin revela um fato fundamental, todo esse tempo ele vem realizando a manobra errada, então todas as tentativas de sair da derrota foram inúteis. |                                                       | | |
| 02:13:42 | Capitão                                               | Non, non, non... Ne remonte pas... non, non. | Não, não, não... Não suba... não, não. |
| 02:13:43 | Robert                                                | Alors descends... Alors, donne-moi les commandes... À moi les commandes!                                                                                                   | Então desça... Olha, me dê os controles... Dê os controles para mim!                                                                                     |
| Robert retoma os controles e abaixa o nariz do avião, ganhando velocidade, mas o avião continua descendo rapidamente e a 2.000 pés (pouco mais de 600 m) o avião emite um novo alerta. Neste ponto é vital ganhar velocidade suficiente para ter sustentação suficiente para subir. Porém, sem avisar seus companheiros, Bonin puxa novamente a alavanca, diminuindo a eficácia da manobra de seu parceiro. |                                                       | | |
| 02:14:23 | Robert                                                | On va taper... C'est pas vrai! | Vamos bater... Isso não pode ser verdade! |
| 02:14:25 | Bonin                                                 | Mais qu'est-ce que se passe? | Mas o que aconteceu? |
| 02:14:27 | Capitão                                               | 10 degrès d'assiette... | Dez graus de inclinação... |
| Após essas palavras, o gravador grava apenas mais 1,4 segundos antes de parar. |                                                       | | |
| Fim da gravação. |                                                       | | |

## Julgamento na França

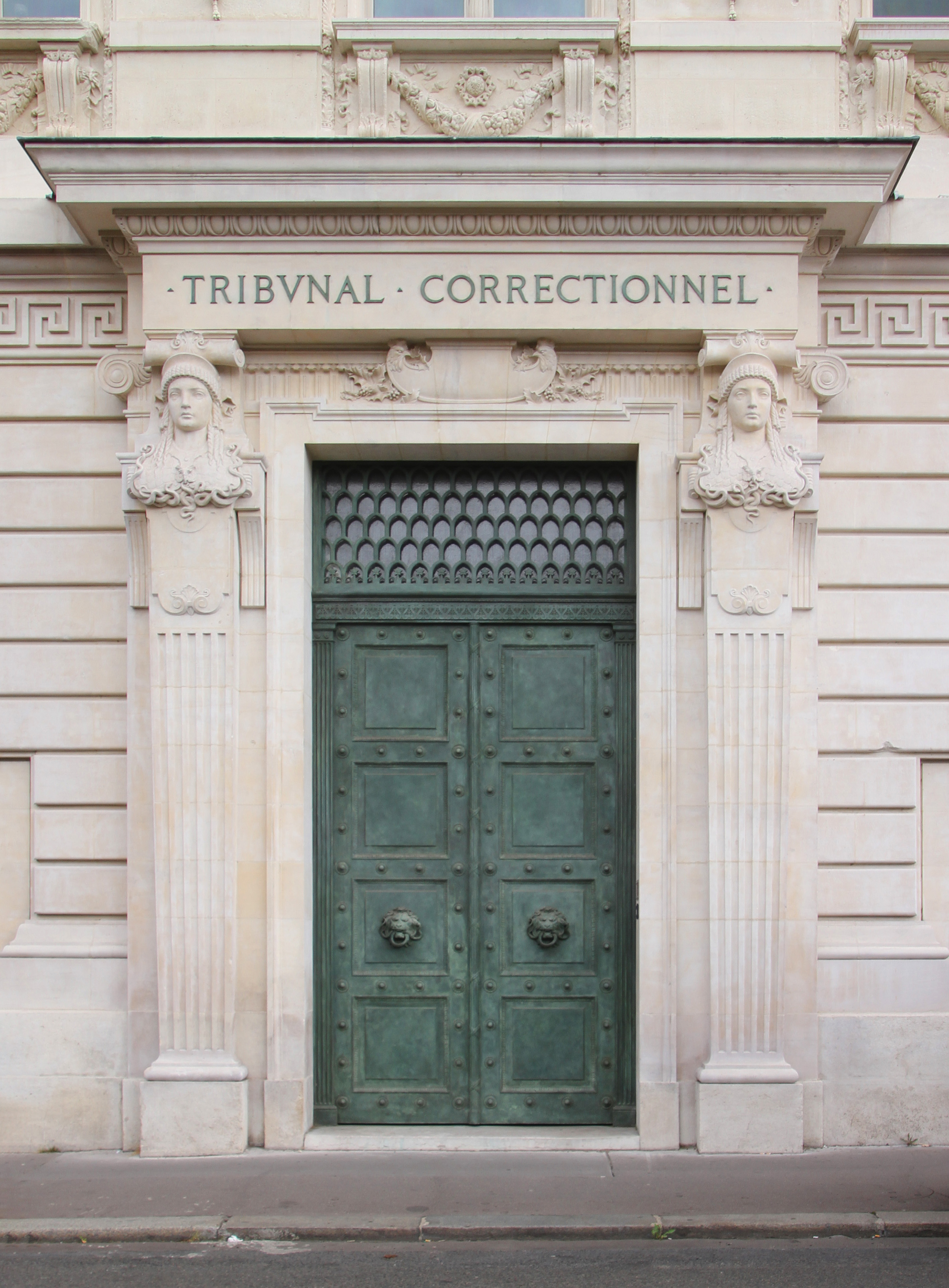
Tribunal Correcional de Paris

Em 10 de outubro de 2022 um tribunal francês iniciou o julgamento da Airbus e da Air France pelo acidente. A Airbus foi responsabilizada por uma das prováveis causas da queda da aeronave, que foi a obstrução dos tubos de pitot por cristais de gelo ao atravessar uma zona de tempestade. Já a Air France foi responsabilizada pela negligência e inabilidade da tripulação no comando do avião durante o evento climático. As empresas foram acusadas de homicídio culposo, mas em uma possível condenação, a legislação europeia prevê que ambas pudessem pagar uma multa de até US$ 220 mil (R$ 1,14 milhão). O julgamento foi atribuído ao Tribunal Correcional de Paris e a expectativa era que se estendesse até 8 de dezembro.
Pela primeira vez, empresas francesas foram levadas aos tribunais por homicídio involuntário em um acidente aéreo. Os advogados de defesa da Air France alegaram que a Airbus reagiu muito lentamente nas investigações, face ao crescente número de incidentes reportados envolvendo os sensores de velocidade. Também alegaram que os alarmes e informações no painel de instrumentos eram confusos, levando ao stress dos pilotos. Já a defesa da Airbus questionou os procedimentos da Air France para garantir que os pilotos fossem bem treinados, atribuindo à tripulação os erros operacionais que levaram ao acidente, por não interpretarem de modo correto as informações dos instrumentos.
Em 7 de dezembro, os promotores anunciaram que não buscariam condenações de nenhuma das empresas por homicídio culposo, pois não conseguiram provar sua culpa, e recomendaram a absolvição de ambas as empresas, enfurecendo as famílias e amigos das vítimas.

### Absolvição da Air France e da Airbus
Em 17 de abril de 2023, o Tribunal de Paris absolveu a Air France e a Airbus das acusações, não cabendo mais recurso. O juiz considerou que, apesar das várias constatações de negligência por parte de ambas as empresas, isso não se configurou em "certeza necessária para estabelecer responsabilidade firme pelo acidente". A decisão provocou a revolta dos familiares das vítimas.

## Vítimas

Diagrama da localização dos assentos de 44 de 51 pessoas cujos corpos foram encontrados em pesquisa de operações em 2009.

Estavam a bordo 228 pessoas, incluindo três pilotos e outros nove tripulantes. Entre os passageiros havia um bebê, sete crianças, 82 mulheres e 126 homens.
De acordo com uma lista oficial publicada pela Air France, a maioria dos passageiros é composta por cidadãos brasileiros e franceses.
| Nacionalidade | Passageiros | Tripulação | Total   |
| --- | ----------- | ---------- | ------- |
| França | 61          | 10         | 71      |
| Brasil | 57/58       | 1          | 58/59   |
| Alemanha | 28          | —          | 28      |
| Itália, China | 9           | —          | 18      |
| Suíça | 6           | —          | 6       |
| Líbano, Reino Unido | 5           | —          | 10      |
| Hungria | 4           | —          | 4       |
| Eslováquia, Irlanda, Noruega | 3           | —          | 9       |
| Espanha, Estados Unidos, · Marrocos, Polónia | 2           | —          | 8       |
| Argentina | 1           | 1          | 2       |
| África do Sul, Áustria, · Bélgica, Canadá, Croácia, · Dinamarca, Estónia, Filipinas, · Gâmbia, Islândia, Países Baixos, · Roménia, Rússia, Suécia, · Turquia | 1           | —          | 15      |
| Total apurado | 217/218     | 12         | 229/230 |
| Total | 216         | 12         | 228     |

### Passageiros notáveis a bordo
Estavam a bordo do avião:

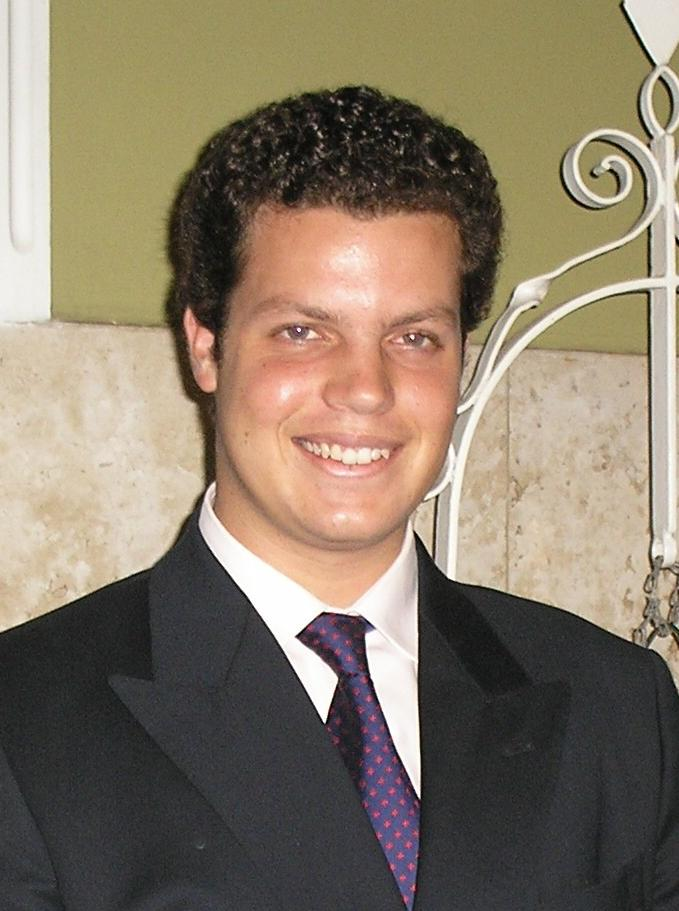
Dom Pedro Luís de Orléans e Bragança estava entre os passageiros do voo Air France 447.

- Dom Pedro Luís de Orléans e Bragança, 26 anos, quarto na linha de sucessão à chefia da Casa Imperial brasileira[139]
- Giambattista Lenzi, conselheiro regional (deputado) da região italiana Trentino-Alto Ádige pelo partido A União
- Luigi Zortea, prefeito da comunidade italiana de Canal San Bovo
- Marcelo Parente Gomes de Oliveira, chefe de gabinete do prefeito do Rio de Janeiro Eduardo Paes[140]
- Luis Roberto Anastacio, diretor-executivo para a América Latina do Grupo Michelin[141]
- Antônio Augusto Gueiros, diretor regional de informática do Grupo Michelin no Rio de Janeiro.[141]
- Christine Pieraerts, funcionária do Grupo Michelin na França[141]
- Erich Walter Heine, presidente da filial brasileira da siderúrgica ThyssenKrupp[141][142]
- Adriana Van Slouijs, do departamento de comunicação da Petrobras[142]
- Dez funcionários da empresa francesa CGED e nove cônjuges, que haviam viajado ao Brasil como prêmio por seu bom desempenho[142]
- Maestro Silvio Barbato, regente da Orquestra Sinfônica do Teatro Municipal do Rio de Janeiro[42]
- Juliana de Aquino, cantora brasileira[42]
- Fatma Ceren Necipoğlu, harpista clássica turca;
- Octavio Augusto Ceva Antunes, professor do Instituto de Química da Universidade Federal do Rio de Janeiro (UFRJ) com a esposa e o filho de três anos a bordo[143]
- Carlos Eduardo Lopes de Mello, procurador da Procuradoria Federal Especializada junto à Comissão de Valores Mobiliários (CVM) do Rio de Janeiro, acompanhado da sua esposa, a médica Bianca Cotta. Os dois se casaram no sábado anterior (30 de maio) em Niterói e seguiam para a lua de mel na França[144]
- Izabela Maria Furtado Kestler, acadêmica membro do Programa de Mestrado em Linguística Aplicada e professora associada de nível 1 em língua e literatura alemã da Universidade Federal do Rio de Janeiro (UFRJ)
- Bianca Cotta, médica, se formou em dezembro de 2008. Viajava acompanhada de seu marido, o Procurador Federal Carlos Eduardo Lopes de Mello. É filha do professor Renato Cotta, pesquisador do instituto de engenharia da UFRJ, da COPPE.[144] O casal viajava para lua de mel no dia seguinte ao casamento.[145]

## Reações
O então presidente francês, Nicolas Sarkozy, esteve no aeroporto Roissy-Charles de Gaulle  para acompanhar as investigações sobre o desaparecimento do avião. Segundo o Nouvel Observateur, os familiares dos passageiros foram levados a um espaço reservado para receber apoio da companhia aérea.

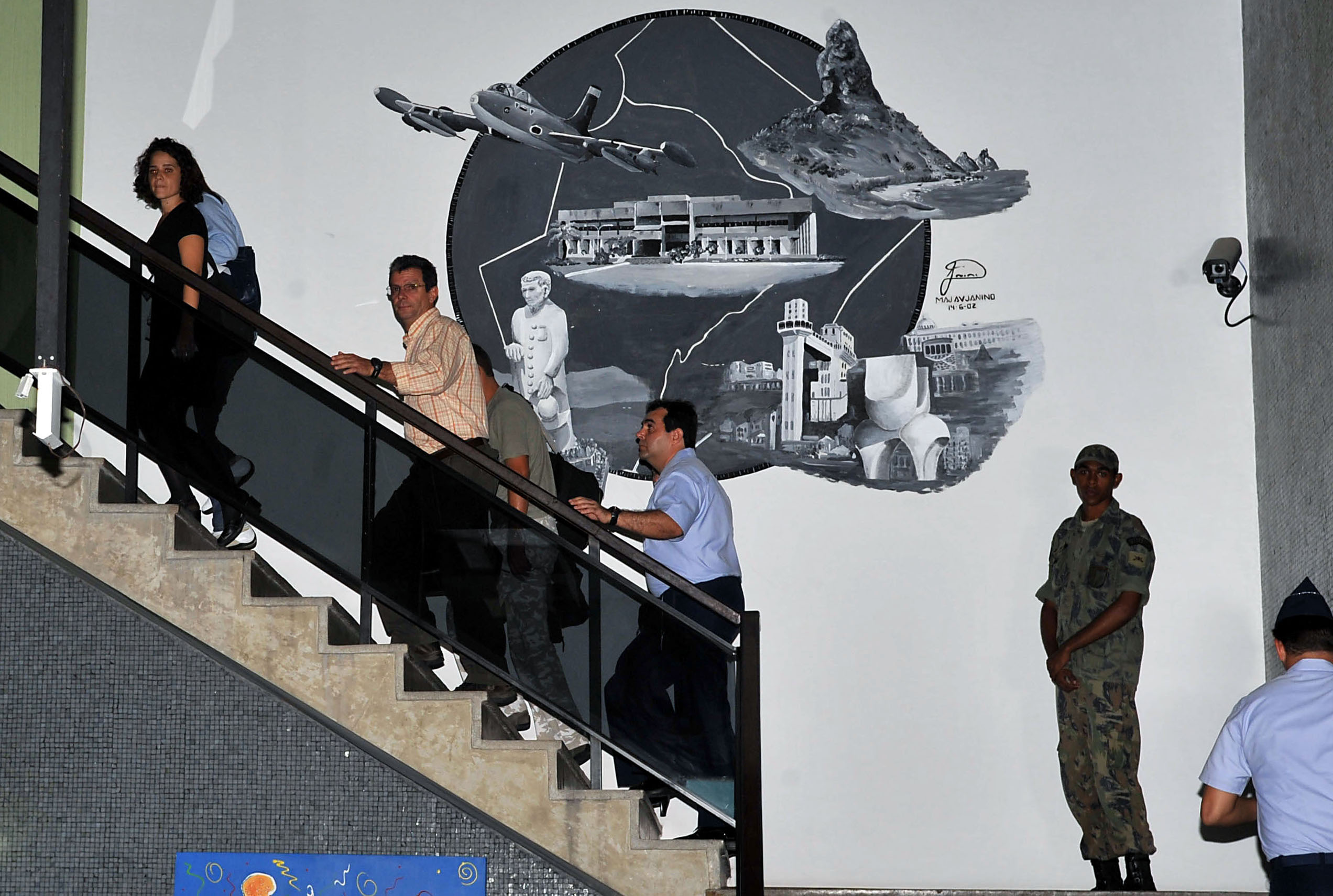
Parentes de passageiros do voo 447, da Air France, chegam ao Cindacta 3, onde está concentrada a coordenação das buscas a corpos e a destroços do Airbus A330.

O então governador do Rio de Janeiro, Sérgio Cabral, decretou em 1º de junho, luto estadual por três dias. No mesmo dia, o prefeito do Rio de Janeiro, Eduardo Paes decretou luto por três dias, devido a morte de um dos funcionários da prefeitura de onde o avião partiu.
A Air France organizou uma celebração ecuménica na Catedral de Notre Dame, em Paris, pelas 16h locais de 3 de Junho, em homenagem aos passageiros desaparecidos sobre o Oceano Atlântico.
Na noite de terça-feira, 2 de junho, após a confirmação da queda do avião, o presidente brasileiro em exercício José Alencar decretou luto nacional por três dias, em memória das vítimas do acidente aéreo.
Um ato ecumênico foi realizado na manhã de 4 de junho na Igreja da Candelária com representantes de oito religiões. Participaram do ato parentes e amigos de passageiros que estavam no Voo 447, o ministro das Relações Exteriores, Celso Amorim, representando o presidente Luiz Inácio Lula da Silva, o chanceler francês Bernard Kouchner, além de outras autoridades do Brasil e da França.
Uma missa foi realizada na tarde de 5 de junho em memória dos passageiros na Igreja de Nossa Senhora do Carmo da Antiga Sé, no centro da cidade do Rio de Janeiro. Antônio João de Orléans e Bragança, pai de Pedro Luís de Orléans e Bragança, estava presente.
Durante a manhã do dia 29 de junho, a Marinha e a Aeronáutica do Brasil realizaram uma cerimônia no mar nas proximidades de Recife em homenagem às vítimas do Voo 447. A cerimônia teve a participação da Fragata Bosísio e de mais cinco embarcações utilizadas nas buscas, além de quatro helicópteros. Um culto ecumênico foi realizado e flores foram lançadas ao mar. Autoridades da França também estiveram presentes na homenagem.

## Na cultura popular
Em 31 de maio de 2024, a série Rio-Paris: A Tragédia do Voo 447, que retrata a queda no mar de um Airbus A330 da Air France, em 2009, estreou no Globoplay. Em quatro episódios, o documentário reconta a investigação sobre a queda do avião, o drama das famílias de vítimas que foram destroçadas pela tragédia e o que mudou na história da aviação depois do acidente. A série foi produzida pelo Jornalismo da Globo.